# クロスファイト ビーダマン
『クロスファイト ビーダマン』は、2011年4月から展開されたタカラトミーの玩具「ビーダマン」のシリーズ、ならびに玩具とのメディアミックスとして2011年10月2日からテレビ東京系列6局で放送されたテレビアニメ。
続編であるアニメ『クロスファイト ビーダマンeS』（クロスファイト ビーダマンエス）についてもこの項で併せて述べる。

## ストーリー
第1期
時は20XX年。世界中の子供たちの間で人気の競技「ビーダマン」には、まことしやかに囁かれている噂があった。その内容は、「選ばれたごく一部のビーダーしか参加できない大会がある」というもの。
ビーダマン初心者である龍ヶ崎カケルは、愛機ドラシアンと出会い、その秘密の大会、「クロスファイト」に大きく関わっていくことになる。

第2期（eS）
カケルたちの街から遠く離れた土地「クレストランド」では、敗者は勝者に決して逆らえない「ロードファイト」と呼ばれる殺伐としたバトルが行われていた。WBMAは白銀スバルらWBMA所属ビーダーを、ビーダマンの調査と「クロスファイト」の普及のためクレストランドに派遣した。
一方、クレストランド南エリアに住む少年御代カモンは、同居する姉以外の記憶をすべて失っていた。ある日ショップでビーダマン「ガルバーン」と出会ったカモンは、どこか懐かしさを感じるガルバーンを相棒に再びビーダマンを始める。
クロスファイトに参加することでビーダマンの真の楽しさを知ったカモンは、次第に記憶を取り戻していく。

## 登場人物

### クロスファイト出場選手
龍々崎 カケル（りゅうがさき カケル）
声 - 大原桃子
パートナー：アクセル=ドラシアン
『クロスファイト ビーダマン』の主人公。11歳。好奇心旺盛な性格で、驚いたときや疑問に思ったときなどに「ミステリー」と言う癖があり、通常なら「え?」と返すべきところを「はい?」に置き換える癖もある。どんなに困難な状況でも諦めない強い意志と明るさを持つが、やや天然ボケな節があり、また挑発には簡単に乗ってしまう怒りっぽい一面もある。将来の夢は冒険家。
クラスメートのナツミに勧められビーダマンを始めることになり、彼女に紹介されたビーダマン専門店「ミラクルショット」でドラシアンと出会う。直後のビーダマン選手登録の際、ネットワークを通じて秘密の大会「クロスファイト」東ブロック大会の選手のひとりに選出されたことから、クロスファイトやB-アニマルの秘密、そして同じく「導かれた者」としてクロスファイトに参加したビーダーたちと深く関わっていくことになる。
ビーダマンに関しては全くの初心者であり、当初はパワータイプであるドラシアンの強力なショットをコントロールできず、初めてのクロスファイトでは記録0という不名誉な結果を残してしまう。しかしその後、ライバルであるスバルや同ブロックの選手たちが真剣に優勝を目指す姿を目にしたこと、そしてパートナーであるドラシアンと共に「ふたりで強くなる」という決意をしたことにより、2回目のクロスファイトではドラシアンとの息の合ったプレーを見せ初優勝を果たした。
疑問を解決し知識を得ることに喜びを感じ、それをビーダマンへの意欲に変えている面が見られ、ユキヒデは彼のことを「謎をひとつ解く度に強くなるビーダー」だと考えている。またナオヤの策略により東ブロックの動きが西ブロック潰しへと傾いていく中、最後までスバルたちへの信頼を貫こうとしたりと、友情にも厚い。だがその反面、一度関わりを持ち仲間となったビーダーに対しては絶対的に心を許してしまう危うさがあり、最後までナオヤの正体に気付けなかった。彼の真意を知った際には非常に強いショックを受けたものの、クロスファイトを守るべくドラシアンやスバルとともに戦うことになる。試合中、衝撃波によって気を失い一時戦闘不能となるも、カケルを信じ一人で攻撃を受け続けるスバルや仲間たちの想いに応え復活を果たす。最後はスバルとの連携プレーにより勝利、試合後は「二人を信じてみたい」と話し、ナオヤにもダイキにもクロスファイトに残ってほしいと望んだ。彼を見ていたナオヤからは「純粋すぎるがゆえに万人を惹きつける力を持っている」と言われた。
西ブロックのチャンピオンであるスバルとは、ビーダマンを始める直前に地区大会の会場で出会っており、彼がクロスファイトの秘密に興味を持つ最初のきっかけとなった。スバルのことはライバルであると同時に、トップビーダーとして尊敬してもいる。その後、クロスファイトやナオヤとの戦いを通じて絆を深めあい、スバルが後述の理由により今まで友人に恵まれなかったことを知った際は「僕たちはもう友達だ」とはっきり告げた。そして東ブロックの今期リーグ最終戦でユキヒデを破って優勝。新たな東ブロックのトップビーダーとなり、統一チャンピオン決定戦でスバルと対決し、優勝して統一チャンピオンとなることとなった。
その後、クロスファイトが公になったことにより「統一チャンピオン」としてこの世界での有名人となり、アスカやリュウジをはじめ、多くのビーダーの注目を集めることになる。
ドラゴルドを手にしたリュウジを元に戻すべく特訓していたところ、自身の甘さをスバルから指摘され一時は意気消沈する。しかし、その彼に何かを感じ取って追い、WBMAの本部にたどり着く。そこで弦之助からスバルの過去を聞かされ、さらに孤独な戦いを展開するスバルの姿を見て彼に加勢する。そして、彼と息を合わせたプレーを見せ、必殺技を奪われることなく勝利した。
ココドゥロ一族の聖地でドラシアンと一緒にいるのは自分だと明言、サウスグランプリではドラシアンとひとつになることで新必殺技を編み出すことに成功、リュウジを破ることになる。しかしそれが逆に彼に火を点けてしまう結果となった。それから、WBMAが支配された事態を知った彼は、東ブロックの仲間やスバル、アルバと共にビーダマンを守り、仲間のB-アニマルを取り戻すための戦いに赴く。
リュウジの心情を垣間見たことで本気でリュウジを救おうと誓い、神龍ドライブによりようやくリュウジ・ドラゴルドを倒すことになる。そして、ドラゴルドに望みを叶えろと言われ、「今いるこの世界が、みんなとビーダマンが一緒に暮らす、ミステリーな世界になること」を願い、B-アニマルを解き放ってビーダマン新世紀を迎えることとなった。
ドラシアンを覚醒させる際の台詞は「突き抜けろ、アクセル・ドラシアン!」、または「行け、アクセル・ドラシアン!」。
白銀 スバル（しろがね スバル）
声 - 國立幸
パートナー：レブ=ドラヴァイス
クロスファイト西ブロック大会の現チャンピオン。11歳。ビーダマンにかけては凄腕の実力者であり、東ブロックとの交流戦にも招待されている。寡黙で基本的に他人への興味は薄く、常に強さを求め己を鍛えるべく戦う。カケルとは対照的に感情表現が非常に乏しく、愛想がなく冷たい言動が目立ち、パートナーのドラヴァイスに対しても厳しい態度で接する。
ドラヴァイスの言動がきっかけとなり、地区のビーダマン大会でカケルと出会う。同じドラゴン使いという理由から彼を気にかけてはいたものの、当初は他のビーダーに対してと同じく彼のプレーにはほとんど興味を示さなかった。しかし、クロスファイトを通じてカケルの成長や潜在能力の高さを見ていくうちに、彼をライバルとして認め対決を望み始める。
西ブロックの選手たちが次々とナオヤの勢力下に引き込まれる中、ただ一人ナオヤの正体に気付き、彼の計画を暴くべく独自に行動していた。そしてカケルたちの前でナオヤの計画を暴露、クロスファイトの支配権をかけカケルと共闘することになる。試合ではトップビーダーとしての手腕で優位に立つも、カケルの離脱によりパーフェクトドラグレンの集中攻撃を受け追い詰められる。しかしカケルを信じて彼らの攻撃に耐え続け、最後は復活したカケルとの連携プレーで勝利を収めた。
幼いころから考古学者である父・弦之介と共に世界各地を転々としており、そのため親しい友人と呼べる相手を一度も作れずに育った。そのことから、普段は孤高の王者として強気な振る舞いを通す一方、仲間との友情への渇望が強いという繊細な一面も持つ。事情を知ったカケルから「友達」と言われた際には、普段の無感情さとは裏腹にかなり動揺した様子を見せつつも「あくまでライバル」と譲らなかった。
共闘する中で見たカケルの姿から彼の成長を目の当たりにし、互いにブロックチャンピオンとなって統一戦に勝ち上がることを誓う。そしてその誓い通りに西ブロックのチャンピオンとなり、東ブロックのチャンピオンとなったカケルと対決することになる。
父親がWBMAの人間ということもあり、すぐさまドラゴルドの能力に気づくなどビーダマンに関しては鋭い感覚を養っている。ポーカーフェイスでありながら人のことを考えて行動し、カケルだけでなくリュウジやバサラに対しても心配から行動する描写が見られる。
ビーダマンを始めたきっかけは父親に天性の素質を見極められたからであり、カケルと違い、当初は自分から望んでビーダマンの世界に入ったわけではなかった。しかし、本音は「ビーダマンが好き」といった感情を持ち合わせており、WBMAの秩序を乱すナオヤとリュウジが許せず立ち向かう。必殺技が出せないという極限状態の中、彼らの攻撃を受け続け窮地に陥ったものの、その後駆けつけたカケルとのダブルショットにより彼らを退けることに成功した。
最終決戦のさなか、リュウジに必殺技のコピーを放たれるも、長年付き合ってきたドラヴァイスと心をひとつにすることで新たな必殺技を生み出すことに成功する。
ドラヴァイスを覚醒させる際の台詞は「吹き荒れろ、ドラヴァイス!」。
鷲村 ユキヒデ（わしむら ユキヒデ）
声 - 岡本寛志
パートナー：ステア=イグル
クロスファイト東ブロック大会の選手のひとりで、東ブロックのトップビーダー。12歳。眼鏡をかけており、長髪で中性的な顔立ちの少年。関西弁で話す。
東ブロックきっての頭脳派で、状況や競技の特徴を的確に捉えたプレーで高い実力を誇る。面倒見の良い面もあり、新人であるカケルに様々なアドバイスを授け、カイトの試合でも分析をしつつ彼を叱咤していた。友人のためならば本気で怒ることもあり、相手の間違いを指摘してレイジやスバルと真正面から衝突した経験もあるほか、西ブロックを荒らされたことに対しナオヤに怒りを見せていた。また、クロスファイトの秘密についても深い考えを持っているようである。
元々は西ブロックの選手であり、レイジとは当時からのライバルである。レイジとは宿敵同士として度々競い合っているが、実は彼のことを一番認め理解しているのはユキヒデである。強さを求めるあまりナオヤの支配から抜け出せなくなったレイジと対決し、強くなるのに憎しみの力は必要ないことを証明し彼の目を覚まさせた。
家はレストラン。ブロックのメンバーたちを食事に招いた際には、細身な外見とはかけ離れた大食漢ぶりを披露しカケルたちを唖然とさせた。
自身の愛機、イグルをかなり大事にしているようであり、競技にてイグルの良さを引き出せなかったり、リュウジに壊されたりしたときはイグルに対し本心から謝罪をしていた。また、ココドゥロ一族の聖地にてイグルと同じような石像を発見したときにはテンションを上げている様子が見受けられる。
イグルを覚醒させる際の台詞は「逃がすな、ステア・イグル!」。
鮫島 カイト（さめじま カイト）
声 - 高橋めぐる
パートナー：ワンサイド=シャークス
クロスファイト東ブロック大会の選手のひとり。11歳。腕白な悪戯っ子のような風貌をした少年で、アメリカからの帰国子女。ユキヒデとはライバルであり、東ブロックでは彼に次ぐ実力者。
常に笑顔で活気に溢れ、ビーダマンへの情熱も人一倍であるが、かなりのお調子者でもあり、相手の挑発に触れて敗北した経験もあるほか、ビジョンを考えずに行動して失敗することがよくある。西ブロックの人間を「スカしている」と言っており、苦手としている。トラブルメーカーとしても通っており、よく競技に遅刻しては実篤に怒られている。
自由奔放な性格で、プレースタイルも片手撃ちや競技場にばら撒いた弾を所狭しと撃ちまくるなどかなり破天荒。両利き。そのため、左右どちらの手でもビーダマンを撃つことができる。「ドドド」と言いながら撃つ癖があり、それが起因か日常生活でもたびたび口にしている。だがビーダマンやブロックの仲間たちへの想いはしっかりと持っており、カケルが東西交流戦に出場する際には自らのワンサイドコアを託し、同じブロック出身の試合では応援に徹している。
シャークスを覚醒させる際の台詞は「跳ねまくれ、ワンサイド・シャークス!」。
蠍宮 シュモン（かつみや シュモン）
声 - 相沢舞
パートナー：ロール=サソード
クロスファイト東ブロック大会の選手のひとり。11歳。名門一族出身のセレブ。他のメンバーたちに比べかなり小柄な体格で、外見も幼い。驚いたり感情が高ぶったりすると「キシャーッ」という奇声を発する。
自信家で勝負へのこだわりが強く、ビーダマンを楽しむことよりも競技の勝敗に重きを置いている。他選手を見下したり、攻撃的な態度をとったりすることが多く、情に厚いゴウイチロウとは度々衝突している。当初はパートナーであるサソードのことすらただの道具程度にしか思っておらず、成果を残せなかった腹いせに壁に投げつけて八つ当たりするなどかなり冷淡に扱っていた。しかしイーストパークでの一件で、仲間やパートナーと真に心を通わせる体験をしたことで、心境に少なからず変化があった模様。その後は東ブロックの仲間たちとも徐々に打ち解け、ナオヤやスバルとの対決の際は彼らと共にカケルに声援を送り、ドラシアンが記憶喪失したときも素直になれずにいつつも協力していた。
勝気な振る舞いとは裏腹に女性が大の苦手で、ルリには全く頭が上がらずナツミと会った時も逃げ惑って最後までまともに話せなかった。だがナツミには非常に気に入られており、その後もミラクルショット主催のイベントに駆り出されたりと彼女とよく関わりを持つようになる。
上記の「キシャーッ」の他にも、一度何かを言った後に「嘘だけど」とからかい半分に否定することもあり、気合を入れると「オレ様が勝つ、勝つ、勝ーつ!」と声を張り上げるなど、やや変わった口癖が多数存在する。サウスグランプリの予選にて、水泳が苦手であることが発覚した。
サソードを覚醒させる際の台詞は「刺しまくれ、ロール・サソード!」。
月輪 ゴウイチロウ（つきのわ ゴウイチロウ）
声 - 陶山章央
パートナー：トルク=ベアーガ
クロスファイト東ブロック大会の選手のひとり。11歳。大柄な体格で戦法もパワー重視のスタイルをとる。
情に厚く仲間想いな性格で、自分の勝利のために仲間をないがしろにしがちなシュモンとは衝突することが多いが、本当は彼のことも仲間として大切に想っている。イーストパークでアトラクションが暴走した際には、カケル、シュモンやパートナービーダマンたちと共に力を合わせてナツミの危機を救った。ユキヒデの家に行くと必ずケーキを食べるなどかなりの甘党であるが、食べ過ぎには注意している模様。また、ルリのことが気になるような節が見られる。
同じB-アニマルを宿す個体であるにもかかわらず、ベアーガがドラシアン・ドラヴァイスのように会話できないことに不満を感じており、カイトから「クロスファイトで優勝して、話せるようにしてもらったらどうか」と言われていた。
ベアーガを覚醒させる際の台詞は「ぶちのめせ、トルク・ベアーガ!」。
巻 レイジ（まき レイジ）
声 - 箭内仁
パートナー：ストローク=オロチ
クロスファイト西ブロック大会の選手のひとり。12歳。西ブロックではスバルに次ぐ実力者だが、スバルとはあまり馬が合わない様子。相手の挑発を受けた時に「言ってろ」と返すのが口癖。ユキヒデとは彼が西ブロックにいた時からのライバル。
普段は余裕をもった態度を見せているが、実力派揃いの西ブロックの中で常に激しい競争にさらされ、心にはそのプレッシャーからくる闇を抱えている。強さを求める思いをナオヤとダイキに利用され、ナオヤから「強いビーダーたちを憎む気持ちが強さになる」と刷り込まれたことで、スバルを初めとするビーダーたちへの憎しみに囚われナオヤの勢力下に引き込まれてしまう。しかし、誰も憎んでいない心のまま自分以上の強さを発揮するユキヒデ、そしてユキヒデへの憎しみがない状態で彼と渡り合えた自分の姿に気付き、ナオヤたちと手を切る決意をする。
東西の諍いが終了してからはオウガやダイキともなじみ始め、ウエストグランプリの本戦にてスバルに実力を認められたため、ナンバーワンになりたいという夢を持ちつつもビーダマンを楽しんでいる。
オロチを覚醒させる際の台詞は「噛みちぎれ、ストローク・オロチ!」。
来堂 オウガ（らいどう オウガ）
声 - 興津和幸
パートナー：スピン=レオージャ
クロスファイト西ブロック大会の選手のひとり。12歳。ライオンをこよなく愛するビーダーで、野生のカンを持つ熱い性格。だがその情熱のあまりに周りが見えなくなることも多く、よく常識外れな行動に走っては周囲を呆れさせている。ライオンの別称「百獣の王」を「110の王」と勘違いしていた。
ライオンを全ての獣の王として尊敬しており、ライオンタイプよりも高い人気を持つドラゴンタイプのビーダマンを快く思っておらず、ワンサイドコアがない状態のシャークスを破壊してカケルとドラシアンを誘き出した。そして自作の特訓場でカケルとの対決に持ち込むも、その後に現れたユキヒデと接触した際に「110の王」の間違いを指摘され意気消沈してしまう。
その直後にクロスファイトの選手に認定され、レオージャと共に西ブロックに参戦。勝負とレオージャへの情熱を原動力として高い実力を発揮し活躍するが、その純粋さにつけ込まれナオヤの勢力に引き込まれてしまう。だがダイキやレイジと異なり、ナオヤの強さを畏れ従うことはなく、最後まで自分の情熱によって動いていた。ナオヤの脱退によりダイキがビーダマンへの意欲を失いかけた際には、「それでもタイガルの相棒か」と彼を一喝した。この関係性からダイキとかなり仲が良く、彼がナオヤの元に戻ることを良しとしていない。
レオージャを覚醒させる際の台詞は「雄たけべ、スピン・レオージャ!」。
渡 ダイキ（わたり ダイキ）
声 - 甲斐田ゆき
パートナー：ラウンド=タイガル
クロスファイト西ブロック大会の選手のひとり。11歳。元南ブロックのトップビーダー。粗暴で周囲を顧みない言動が目立ち、ルリの注意さえも聞く耳を持たない。
かつては「南の王者」と呼ばれ、南ブロックを支配下に置き傍若無人な振る舞いの末に荒廃させた。だが実際はナオヤの舎弟として彼の計画のため動いており、東西ブロックをナオヤの支配下にすべく行動を起こす。ナオヤの力を畏れつつも彼を尊敬し従っているが、ナオヤからはただの手駒としか見られていない。
ナオヤの計画のため彼と共に南ブロックから移籍し、レイジやオウガを初めとする西ブロックの選手たちを次々と仲間に引き込んでいく。その行いを見咎め大会スタッフとして動いたルリからスワローを奪い、カケルたちと対決するも敗れる。その後正体を暴かれたナオヤと共にカケルたちとの対戦に臨むが、東ブロック勢の挑発によって無茶なショットを放ってしまい、ナオヤに切り捨てられてしまう。彼がクロスファイトを脱退した際には拠り所をなくし戦う目的を見失ってしまうが、オウガの言葉により情熱を通り戻し、それから西ブロックの人間とも親しくなった。だが、ナオヤのことは今でも尊敬しており、彼が帰ってきてからはオウガに諭されつつも彼の元へちょくちょく足を運び、47話からは再びナオヤと共に行動している。
タイガルを覚醒させる際の台詞は「牙をむけ、ラウンド・タイガル!」。
焔 ナオヤ（ほむら ナオヤ）
声 - 鈴木千尋
パートナー：フォース=ドラグレン
クロスファイトの選手のひとり。11歳。元々は南ブロックの選手であったが、東ブロックに移籍し学校でもカケルのクラスに転校してくる。クロスファイトの選手として活躍する一方で、統括組織であるWBMAの特別スタッフも務めており、競技システムの開発にも関わっている。敬語口調が基本で、新人であるカケルに対しても礼儀正しい態度で接する。
トップビーダーであるユキヒデを上回るほどのコントロールスキルを持ち、そのスキルと高い頭脳でクロスファイト屈指の実力を誇る。だがその高い実力とは裏腹に気弱な性格で、競技用の台で目を回して倒れたりとどこか抜けた行動も目立つ。だがそれが一種の親しみやすさともなっており、東ブロックの選手たちともすぐに打ち解けた。南ブロックの荒廃や、ダイキからブロックを守れなかった自分の無力さに心を痛めており、ダイキを倒すべく強くなろうとする。
だが、実は南ブロックを支配し荒廃させた張本人であり、本当の性格は自惚れが強く冷徹で計算高い。移籍してきたのも西ブロック・東ブロックを手中に収めるためであり、ダイキやレイジを手駒として東西ブロックの争いを起こすため暗躍する。だが仲間を最後まで信じようとするカケルの言動や彼のプレーによって計画が狂い始め、次第に彼を疎ましく思うようになる。
スバルによって目的を暴かれた後は、クロスファイトの支配権をかけてダイキと共にカケルたちに挑むこととなるが、挑発によって作戦外のショットを放ったダイキを切り捨て、パーフェクトドラグレンを手に単身タッグバトルに挑む。その圧倒的なパワーとコントロールスキルでスバルを追い詰めるも、復活したカケルとの連携プレーの前に敗れる。その後もカケルの願いによりクロスファイトに残ることになるが、再び試合に臨むことなくカケルたちには何も告げずに海外へ留学した。
しかし、それは建前で実際はB-クリスタルの力を狙い各地を転々としており、39話からはそれを手に入れたリュウジに寄り添って行動。彼には、「ただ力になりたいだけ」だと言っている。
だが度重なる勝手な行動によりついにリュウジから「信用できない」と言われてしまい、単身で戦いを挑んだものの彼に追い詰められて倒され、ドラゴルドを完全体にさせたうえに、立場を逆転されてしまう。
バサラに本来のビーダーのあるべき姿を言われたことで自身の戦いを見直し、策略に頼る戦い方を捨てて立ち向かった。そしてカケルとの正面勝負の末に、ようやくカケルを認めることになる。その姿にスバルも「邪念が感じられない」と彼を評価した。その後ナツミに連れられてドラゴルドを倒すための戦いに参戦する。
ドラグレンを覚醒させる際の台詞は「焼き尽くせ、フォース・ドラグレン!」。
黒渕 バサラ（くろふち バサラ）
声 - 立花慎之介
パートナー：ツイン=ドラゼロス
クロスファイトの選手のひとり。12歳の不良。北ブロック出身でもともとは大会に出場していなかったものの、ドラゼロスとの出会いをきっかけに全国大会に出場することになる。
本来ならば統一チャンピオンのカケルに与えられた権利であるB-クリスタルと対戦し破壊した張本人であり、そのことからカケルをはじめクロスファイト関係者からあまり快く思われていない。また、ルリが大会に出場した際には汚い妨害工作をしている。
性格は粗暴的で荒々しく、すべてのビーダマンを破壊すると意気込んでおり、常々「全部ぶっ壊してやる」と呟いている。また、クロスファイトに出場する前は毎日喧嘩に明け暮れていた。だが、これは彼の力が強すぎてビーダマンをことごとく破壊してしまったことによる八つ当たりであると思われる。
ビーダマンの実力は高く、どれだけ撃っても衰えぬパワーとスタミナを持つ。その力によって、ドラヴァイスやドラシアンを破壊寸前にまで追い込んだ。
ところが、ノースグランプリの本戦にて逆にリュウジにドラゼロスを壊されてしまい、そこから心境に変化が生じたのか、カケルとドラシアンのピンチを救った。さらに、自らの価値に迷うドラゼロスを「必要な存在」と認め、正々堂々とビーダマンをしてみたい、と望むようになる。世界に異変が起こった後で自信を失っているナオヤに助言を入れ、カケルやスバルたちにも協力するためにセキュリティシステムを破壊するなど影で行動をする。建物内でドラゴンビットを破壊していたところ、アルバに自らの運命を告げられてカケルとスバルに加勢、ドラゴルドを倒すために戦うことになる。
ドラゼロスを覚醒させる時の台詞は「闇を放て、ツイン・ドラゼロス!」。
神扇 アスカ（かみおうぎ アスカ）
声 - 井口祐一
パートナー：ドリフト=ジャッカー
クロスファイトの選手の一人。12歳。本職はカリスマと称されるキッズモデル。北ブロック出身で、クロスファイトが公になって以降、自身も大会に出場することとなる。
「比類なき」が口癖で、美意識の高いナルシスト。「美しいものは強く、強きものは美しい」が彼の信条であり、美しくないという理由でカケルを一方的にライバル視している。イーストグランプリでは、予選でカケルを挑発して翻弄し、また本戦ではカイトを打ち負かしたなど大会での成績は上位。ところが、その後遊園地でカケルと戦った際に集中力の欠如が原因で敗北したため、その時にカケルを「永遠のライバル」と認定、東ブロックの人間とも打ち解けはじめる。普段の振る舞いからは読み取りづらいものの、自身のファンを大切にする傾向があり、またノースシティで宿泊所を案内したりバサラに目を付けられたカケルを助けたりするなど、本来の性格は紳士的で親切である。
ジャッカーを覚醒させる時の台詞は「雄々しく舞え、ドリフト・ジャッカー!」。
皇 リュウジ（すめらぎ リュウジ）
声 - 三瓶由布子
パートナー：プロト01 → スマッシュ=ドラゴルド
クロスファイトの選手の一人。11歳。カケルが統一チャンピオンになって以降、カケルに憧れてビーダマンを始めたルーキービーダー。カケルを「先輩」と呼んでいる。
大会出場者で唯一B-アニマルを出せない量産型ビーダマン、プロト01を扱っている。しかしB-クリスタルの解放により、B-アニマルが居らずとも彼のビーダマンは喋っており、不思議に感じながらも01のことを大切にしている。
天真爛漫で大人しく、人懐っこい性格であり、カケルをはじめ多くのビーダーとすぐに仲良くなる。また、ナツミのブログのファンでもあり、彼女らが主催したイベントにも顔を出している。だが好奇心から後先考えず行動してしまう、行き当たりばったりな一面も持っている。新米であるにもかかわらず、イーストグランプリでは入賞を果たしており、かなりの実力者であることが窺えた。
しかし、ノーススマドラ遺跡のトラップによりプロト01は破壊され、さらにカケルやバサラの力に渇望したため、結果的にドラゴルドによってパートナーに見定められ、髪型が金髪になり容姿、性格ともに一変してしまう。ドラゴルドを手にした彼は、バサラを「負け犬」と蔑むなどプライドが高く傲慢で人を見下すような態度を取っている。
サウスグランプリにてカケルに屈辱的な敗北を喫したうえに、アルバに「ビーダー失格」の烙印を押されたことで、ついに怒りの感情が爆発。グンとユキヒデを襲って彼らの愛機を破壊したうえ、カケルを挑発し怒らせてリベンジマッチに持ち込んだ。その場はナオヤに諭されて立ち去ったものの、今まで抱いていたナオヤへの不信感を露わにし、彼を逆にコントロールし支配下に置いてしまう。さらに、「自分以外のビーダマンは必要ない」とWBMAまで支配、すべてのB-アニマルを奪おうとして、ドラゴンタイプのビーダマン以外からすべてのB-アニマルを吸収してしまう。だが最終決戦にてカケルやスバルが自分の力を超えているのを目の当たりにして焦り、完全にドラゴルドに精神を乗っ取られてしまった。
戦いのさなかに涙を流し、「ドラシアンみたいなパートナーが欲しい」と思っていたことをビー玉を通じてカケルに伝えた。そしてドラゴンタイプのビーダーに倒されてドラゴルドを失って負けたことを悟り、元の姿に戻る。そしてクロスファイトが新世紀に突入すると、再びプロト01を愛機にした。
ドラゴルドを覚醒させる時の台詞は「王者の輝きを放て、スマッシュ・ドラゴルド！」。
またアルティメットドラゴルドを覚醒させる時の台詞は「消し去れ、覇王の輝きで。アルティメット・ハンマー!」。
荒野 グン（あらの グン）
声 - 園部好德
パートナー：バースト=バイソン
クロスファイトの選手の一人。12歳。ドレッドヘアーが特徴のノースシティで有名なアメリカンフットボールの選手であり、またバサラとは幼馴染。彼の良き理解者ではあるが、バサラからは煙たがられている。
ゴウイチロウよりさらに大柄な体格で筋肉質。そのため腕の力を使ったパワータイプのビーダマンを扱っている。だが、そのパワーが裏目に出て、ルリを助けたつもりが逆に怪我をさせてしまったこともあった。
豪快で情に厚い性格。しかし、人のためを思ってした行動が結果として裏目に出ることが多々ある。バサラのことはライバルとして、そして親友として心配しており、己の欲望のために彼を利用するドラゼロスとは縁を切ってほしいと願っている。興奮すると会話の中に英単語が飛び出すという、少々変わった口調で喋る癖がある。
バイソンを覚醒させる時の台詞は「吹っ飛ばせ、バースト・バイソン!」。
アルバ・ココドゥロ
声 - 佐藤雄大
パートナー：ローディング=ダイルス
クロスファイトの選手の一人。12歳。南ブロックにあるサウーズの町に住む町長の孫であり、鰐のB-アニマルを宿したビーダマンを持つ褐色の肌をした少年。
寡黙な性格をしており、他人に必要以上は話さず、感情もあまり表に出すことはないが、ビーダマンを愛する優しい心を持つ。また、彼の家が代々密かに守り続けた聖地を管理している人間であり、人前にビーダマンを持って姿を現すときは仮面を着けて素性を隠している。
聖地の番人として勝負を挑み、カケルに敗北した後、聖なる力がカケルを選んだことによってWBMAに協力することとなった。それからはカケルと一緒に行動しつつリュウジやナオヤの行動にも目を光らせており、彼の言動により運命の変わったビーダーも少なくはない。
古代、ドラゴルドにより一族が滅ぼされたという伝説を受け継いでおり、それと同じ悲劇を繰り返さないためにダイルスと共にカケルたちに加勢する。
ダイルスを覚醒させる時の台詞は「食らいつけ、ローディング・ダイルス!」。

#### クレストランド所属ビーダー
御代 カモン（ごだい カモン）
声 - 内匠靖明
Wパートナー：ドライブ=ガルバーン、スパイク=フェニックス
『クロスファイト ビーダマンeS』の主人公。11歳。同居している姉のアオナのこと以外のすべての記憶を失っている少年で、ガルバーンを持ってビーダマンをする夢を繰り返し何度も見ている。普段は自宅のレストランの手伝いをしている。
熱血的かつ純粋な性格で、口癖は「メラッと○○ぜィ!」。もともと身体能力がかなり高く、平衡感覚や力、敏捷性にコントロールスキルにも優れている。ビーダマンのことが大好きだが、アオナにはファイトを禁止されており、それを悲しく思っていた。ある日配達の仕事でゴギョウに導かれ、ビーダマンショップ「B-ジャンク」に赴く。そこで夢に出るガルバーンを探したものの見つからなかったため、ゴギョウに「無ければ作ればいい」と言われて無意識にガルバーンを組み立てて完成させた。この出会いによりビーダマンの楽しさを知った彼は、「一等賞になる」ことを目指すことになる。
実はもともと南エリアのBマスターであり、ロードファイトを発案した兄・リョーマの考えを改めさせるべく彼に戦いを挑んだものの敗北。さらにガルバーンを破壊されてしまったため、そのショックによりかつてビーダーであったという記憶をすべて失くしてしまった。それによって心に闇を抱えてしまい、勝負で窮地に陥ると暴走し周りが見えなくなるという危険な習性を持っている。だが、それを助けようとするミツルとカゲロウの声によって目を覚まし、それを克服した。
しかし、東エリアのBマスターを決める戦いで、リョーマの姿を垣間見たことですべての記憶を取り戻し、ガルバーンも洗脳され暗黒化してしまう。その際は口癖が「ギラッと○○ぜィ!」に変わり、覚醒させる時の台詞も下記の通りに変わる。そして、決勝戦でカケルを圧倒的な力で倒して優勝し、Bマスターとして東エリアをリョーマと共に統治することとなった。しかしカケルとのロードファイトの際、クレストランドに眠る朱雀の力がガルバーンに宿ったことで洗脳が解け、自ら東エリアのBマスターの座を下りてカケルに譲り、再び南エリアのBマスターに舞い戻ることとなった。
目先にとらわれず本質を見抜く雄大な心を持っており、彼の迷いのない言葉は思い悩んで立ち止まる仲間たちを導いていく。記憶を取り戻してからはこの面が突出するようになり、本来は寛大でビーダマンを愛する心を持った優しい少年であると判明した。強敵との試合でも、闇を振り払ってからは勝ち負けよりも楽しさを重視するようになり、それが結果として勝利を呼び寄せることが多い。
兄であるリョーマに対しては、グランドBマスターである畏れを抱いているとともに尊敬もしており、ギルシオンに操られた彼のことは「馬鹿兄貴」と呼んでいる。立ちはだかる大きな壁に自分ではどうにもならないと思ってはいるものの、母であるヒミコの言葉にも押され、兄を救いたいという思いから彼との対決を臨む。
フェニックスGPの一回戦ではスバルと対戦。「カケルと決勝で戦うこと」にしか興味のないスバルを前に迷いが生じ、劣勢となる。しかし、ガルバーンに「絆の力では負けていない」と諭され本来の力を出し、スバルに勝利。準決勝では兄でありグランドBマスターでもあるリョーマとぶつかり、家族や仲間の見守る中、正しきビーダーの力を発揮したことでフェニックスがその想いに応えたためギルシオンを撃破。リョーマの洗脳も解け決勝戦へと進出した。そして、決勝戦ではカケルと対戦。白熱した試合の中、リョーマの声援を力に変えてカケルを撃破し、当初の目的である「ビーダマンの一等賞」を取る。頂点に立った隙を狙ったギルシオンに闇の力で洗脳されそうになるが、自身の力の源であった仲間とパートナーのことを頭に浮かべたことで耐え、その力にフェニックスが応えたため、フェニックスを使ってギルシオンを封じる。その後、優勝を機にリョーマから直々にグランドBマスターに任命されたため、今度は自分が兄に代わってクレストランドを統治することとなり、さっそく次代南のBマスターの座をかけてクロスファイトを開く。
ガルバーンを覚醒させる時の台詞は「ヒートアップだぜ、ドライブ・ガルバーン!」。
暗黒化した時のガルバーンを覚醒させる台詞は「ダークアップだぜ、ドライブ・ガルバーン!」。
フェニックスを覚醒させる時の台詞は「永遠の命を燃やせ、スパイク・フェニックス!」。
蜂須賀 ミツル（はちすか ミツル）
声 - 水沢史絵
パートナー：スロット=ビードル
南エリアのビーダーたちの総元締めとなる少年。11歳。
蜂のレーダーで相手を偵察しており、目を付けた相手に挑発してはロードファイトを挑んでいる。3人の子分（声 - 紗上唄菜、花江夏樹、堀口あすか）を常に従えており、負けたら子分になるように命令している。最初はカモンをロードファイト初心者とは知らず、「知らないふりしてシラを切るだなんて卑怯だ」と非難していた。だが勝負事には熱く、筋の通らないことや卑怯なものを嫌う男気のある性格でもあり、相手を認めるととことんまで尽くすこともある。江戸っ子のようなべらんめぇ口調でしゃべるのが特徴で、テンションがあがると「ブンブン」と発する癖がある。
それぞれのエリアを仕切るBマスターに憧れており、それを利用されてカオスの企みに便乗するが、カモンとガルバーンにビーダーのあるべき姿を見せられ、彼がかつてのBマスターと気づいたことで自らの間違いに気づいて立派なビーダーになることを決意した。それ以降、カモンの前ではぎこちない土佐弁を話す人物に変装して姿を現している。
ビードルを覚醒させる時の台詞は「真っ直ぐ突き刺せ、スロット・ビードル!」。
白銀 スバル（しろがね スバル）
声 - 國立幸
パートナー：ソニック=ドラヴァイス
WBMAからクレストランドの調査に派遣されたビーダー。新たに進化したソニック・ドラヴァイスを引き連れて来た。詳細はクロスファイト出場選手の項を参照。派遣理由は世界中を旅して回った経験から、クレストランドの情報を得るため。彼自身、以前立ち寄ったこともあるという。
ドラヴァイスを覚醒させる時の台詞は「風よ嵐を呼べ、ソニック・ドラヴァイス!」。
拝 カゲロウ（おがみ カゲロウ）
声 - 羽多野渉
パートナー：ガンロック=ヴォルグ
西エリアで、Bマスターにビーダーとしての資格を剥奪されたにもかかわらずビーダマンを続けているため、ブラックリストビーダーとなっている少年。11歳。ハガタキ率いるマスターガーディアンズに追われている。
はぐれ狼の掟という自身のルールに従って行動しており、他人をまったく介さない。狼のビーダマンを持つためか性格も一匹狼のような孤独を好むものであり、過去の経験からビーダーたちに対する復讐心が強く、仲間という単語には過剰なまでに嫌悪感を示す。
以前ロードファイトリベンジに敗北し、クレストランドの掟に従いビーダーとしての道が閉ざされたことを拒否。逃亡を決意した時仲間にバックアップを約束されたものの、実は彼らはハガタキと精通していた。仲間の裏切りを受けたと思った彼は、独りで生きることを選択した。ビーダーを恨んでいるのはそのためであり、ミツルとの戦いでは彼と彼の子分の絆のことを「仲間ごっこ」と一蹴している。ところが、カモンとの試合の時にスバルたちが仲間のために奮闘している姿、さらに絆の力で勝利したカモンを目の当たりにし、その掟を封印しカモンたちと和解、彼らと行動を共にするようになる。唯一自分を負かしたビャクガにリベンジすることを糧としており、彼を憎むあまりユキヒデと衝突し、再びカモンたちと離れてしまうも、それを心配したユキヒデから楽しみながら勝負をすることの大切さを学び、直後にカモンが本当にビーダマンを楽しんでいることを知って少しずつ心の壁を溶かしていく。それ以降はビーダーとしての熱さを取り戻し、クールに振る舞いつつも仲間を大切にしカモンたちのために行動するようになった。
ヴォルグを覚醒させる時の台詞は「噛み砕け、ガンロック・ヴォルグ!」。
鷲村 ユキヒデ（わしむら ユキヒデ）
声 - 岡本寛志
パートナー：アクロス=イグル
負傷したスバルに代わり、WBMAからクレストランドの調査に派遣されたビーダー。食欲は相変わらずで、カモン宅にて料理を多量に注文しアオナを昏倒させた。詳細はクロスファイト出場選手の項を参照。派遣理由は縦社会の中で本来のビーダマンの楽しさを忘れたビーダーたちにクロスファイトや仲間の素晴らしさを訴えるため。以前レイジを救った経験を生かし、勝負に拘るカゲロウを憎しみから解放させた。
イグルを覚醒させる時の台詞は「縦横無尽に舞え、アクロス・イグル!」。
不知火 ビャクガ（しらぬい ビャクガ）
声 - 渡辺明乃
パートナー：クライス=レイドラ
西エリアのBマスター。11歳。レイドラからは「御曹司」と呼ばれている。普段の一人称は「私」だが、本来の一人称は「オレ」。
Bマスターとだけあって強さは折り紙つきであり、第2回西エリア大会では強豪全員を破って優勝した。かつてロードファイトリベンジでカゲロウを返り討ちにしたのも彼であり、カゲロウからは激しく恨まれている。スバルに恐ろしいと言われるほど冷静で愛想が無く、基本的には無口。だがリョーマに心酔しており、彼の力となれることを至上の喜びとし行動している。そのためロードファイトでの敗者への命令も、「グランドBマスターに忠誠を誓え」というものに統一している。試合で心を乱さないのはリョーマ以外基本的に記憶に無いため。そのためカゲロウのことも忘れていた。しかし、彼の弟であるカモンに嫉妬する人間的な部分も残っており、カモンに敗北してからは心の力に対し興味を示している。
もともとは不知火財閥の跡取りであったが、父が無実の罪で捕らえられて以降、すべてを失い、そこをグランドBマスターであるリョーマに拾われ、親友であるゲンタも彼についていることを知り、その日から心を閉ざすようになった。しかし、ナオヤの計らいで白虎の塒に連れられて、聖獣の光を受けたことで正気を取り戻し、リョーマを正しいビーダーに戻すために戦うことを決意する。
レイドラのことはかけがえのない友人でありコーチでもあるが、彼に頼りすぎていることを弱点として自覚している。不死鳥グランプリ一回戦ではナオヤと対峙し、必殺技を放った時の摩擦から生じた静電気によってレイドラが気絶してしまうハプニングが発生するも、ドラグレンも静電気で照準が狂ってしまっていたため、辛くも勝利を収めた。しかし、準決勝でカケルと衝突、奇しくも敗れてしまったゲンタのためにも決勝を臨んでコントロールタイプが有利な戦いに挑むも、彼の「心からビーダマンを楽しむ力」に敗北。カケルを決勝へと送り出した。
レイドラを覚醒させる時の台詞は「森羅万象を引き裂け、クライス・レイドラ!」。
黒渕 バサラ（くろふち バサラ）
声 - 立花慎之介
パートナー：ストリーム=ドラゼロス
ビャクガによってDXブレイクボンバー7が奪われた後、クレストランドに派遣されたビーダー。その凶暴さはまったく変わっておらず、他のWBMA派遣ビーダーからも畏怖されているほど。詳細はクロスファイト出場選手の項を参照。派遣理由はカモンの心の闇を振り払うため。実篤は「彼にも荒療治が必要」という理由でバサラを指名していた。バサラ本人もカモンのことを「かつての自分に似てる」と称しており、カモンに無茶な特訓を仕掛け、仲間の絆を深める役割を果たした。
ドラゼロスを覚醒させる時の台詞は「闇の恐怖を振りまけ、ストリーム・ドラゼロス!」。
蠍宮 シュモン（かつみや シュモン）
声 - 相沢舞
パートナー：マッハ=サソード
メテオボンバー登場後にクレストランドに派遣されたビーダー。今作でも女子嫌いは健在。詳細はクロスファイト出場選手の項を参照。派遣理由はロードファイトの調査および戦力アップのため。女子のことや野菜好きな一面をのぞかせてすぐにカモンたちと親しくなり、ミツルとよくくだらない理由で喧嘩をしている。
サソードを覚醒させる時の台詞は「流れ星のごとく貫け、マッハ・サソード!」。
龍ヶ崎 カケル（りゅうがさき カケル）
声 - 大原桃子
Wパートナー：ライジング=ドラシアン、スパイク=フェニックス
新たにライジング・ドラシアンを引き連れてクレストランドに派遣されたビーダー。クロノス島でカモンと交流がある。詳細はクロスファイト出場選手の項を参照。派遣理由は己を磨くため。前作でドラゴルドを倒して世界を救ったため、クロスファイトの英雄として名を馳せている。暗黒化したカモンとの真剣勝負の最中、正しい心を見せつけたため青龍の力を受けてカモンに勝利、彼から東エリアのBマスターの称号を得て、クレストランドでのクロスファイトをさらに展開させていく。
ドラシアンを覚醒させる時の台詞は「青くほとばしれ、ライジング・ドラシアン!」。
フェニックスを覚醒させる時の台詞は「永遠の命を燃やせ、スパイク・フェニックス!」。
焔 ナオヤ（ほむら ナオヤ）
声 - 鈴木千尋
パートナー：アサルト=ドラグレン
新競技を盗んでWBMAから脱出し、クレストランドに派遣されたビーダー。リョーマの臣下となるためダイキと共に彼の下に乗り込むも、その目的は謎である。詳細はクロスファイト出場選手の項を参照。派遣理由はビャクガをリョーマから解放させるためであり、そのためにWBMAを裏切ったふりをしていた。しかし、ダイキの心遣いにドラシアンが気づいたためカケルには計画を見通されており、そのまま共闘に発展、事件後もリョーマの下で調査を続けている。
ドラグレンを覚醒させる時の台詞は「灼熱に溶かしつくせ、アサルト・ドラグレン!」。
闇黒寺 ゲンタ（あんこくじ ゲンタ）
声 - 寺島拓篤
パートナー：ガトリング=デスシエル
北エリアのBマスターで、ビャクガの親友。11歳。紫の髪に赤いメッシュを走らせている。筋骨隆々とした風貌でトレーニングとダジャレを好み、グランドBマスターにも忠誠を誓っている。
他人と接する時はほとんど仏頂面をしており、強引に物事を押し進める性分だが、根は闊達で友を案じる心優しい少年。相手の言葉を引き受ける時に「ラジャー」と返すのが口癖で、己の行動を「ミッション」と呼んでいる。リョーマに仕えているのはダジャレ以外何も取り柄が無かった自分に戦いの厳しさを教え、ロードファイトを勝ち抜くことができたからであり、自分を信じ北エリアのBマスターの称号を与えてくれたリョーマに恩義を感じているため、彼の下を去ったビャクガのことを「裏切った」と軽蔑している。
父親が顔を隠してリョーマの側近として仕えている事実には気付いておらず、そのため彼が悪事を働いていることを知らなかった。しかし、スバルがすべてを白日の下にさらしたため心に迷いが生じ、その後一度は対立したビャクガが自分を友と呼んでくれたこと、カモンが道を導き自分を負かしたことで父親と恩師から手を切ることを決意。父親を正しい人間に戻すためにカモンたちと手を組むことになる。
不死鳥グランプリでは一回戦でリョーマと対峙。彼に従っていた時に「お前は私には絶対に勝てない」と言われた事実を思い起こし、捨て勝負でリョーマの弱点を暴こうとするも、防戦一方となり窮地に。その時、ビャクガが現れ「今度は勝とう」と互いに誓い合ったことを思い出して必殺技を放つも、はじき返され完敗を喫した。
デスシエルを覚醒させる時の台詞は「幾万もの時を駆けろ、ガトリング・デスシエル!」
来堂 オウガ（らいどう オウガ）
声 - 興津和幸
パートナー：ジェット=レオージャ
グランドBマスターの調査に赴いたナオヤに替わってクレストランドに派遣されたビーダー。やかましい性格と野生の勘はそのまま、バサラ作成のロードファイトを気に入りクレストランドで奔走する。詳細はクロスファイト出場選手の項を参照。派遣理由はロードファイトの掟を改正するため。彼の行動によりロードファイト競技そのものは悪くないということをカモンやカケルに気付かせ、さらにゲンタのところにも乗り込んで彼に自らを改めさせるきっかけを作った。
レオージャを覚醒させる時の台詞は「百獣の王の雄叫びを聞け、ジェット・レオージャ!」。
角突 リュウドウ（つのつき リュウドウ）
声 - 紗上唄菜
パートナー：ダイナ=トリプレス
自らをバサラを尊敬する弟分と称する、エレキギターを抱えた少年。11歳。伝説のビーダマンを求めてWBMAのヘリコプターにこっそり乗り込み、単独で調査をする。
本人はクールと言っているが、実際は熱血的で野性的、なおかつ単純な性格をしており、ビーダマンに関してもトリプレスのパワーを利用した出鱈目な戦法を好む。オウガからバサラに聞かされた伝説のビーダマンのことを耳にし、ロードファイトの優勝賞品に困っていたバサラにフェニックスを提供するため調査に乗り出していた。だがリョーマがそれを手にしたため、横取りで必殺技を放ちB-アニマルのみを解き放った。
バサラが不死鳥GPを機にクレストランドを去ってしまうということを聞いてしまい、それを悲しむも気持ちを押し殺して彼の応援に徹した。だが、カケルにフェニックスの力が宿ったためバサラが敗北し、応援を聞いていた彼はリュウドウたちを「導く」ためにもうしばらくクレストランドに滞在することを話し、喜びを明かした。
トリプレスを覚醒させる時の台詞は「一撃必勝ぶちかませ、ダイナ・トリプレス!」。
御代 リョーマ（ごだい リョーマ）
声 - 前野智昭
パートナー：トリプル=ギルシオン
現在のグランドBマスター。カモンの兄でアオナの弟。もともとは父に導かれる形でビーダーとなった少年だったが、ドラゴルドの力が解放されると同時に豹変し、クレストランドのビーダーたちにロードファイトを強いるようになった。
厳かで堅実だが、目的のためならば手段を選ばない非情さと、グランドBマスターゆえの絶対的な権力とカリスマ性を持つ。仮面とマントを常に着用しており、人前には素顔を現さない。カモンが負けそうになったり記憶を戻そうとしたりすると闇化することを知っており、彼を利用すべく行動を起こす。一度は失敗するも、Bマスターバトルにて暗黒面に堕ちたカモンを手中にした。ところが、「よほどの奇跡」が起こってしまい彼を逃すこととなる。エージェントダークが登場してからは伝説のビーダマンを追い求めるようになり、38話にてB-アニマルの抜けたスパイク=フェニックスを手にすることとなる。
最初の愛機はヒミコが発掘したライト=ドレイクのみであり、ダークがレフト=スタリオンを発掘したことで麒麟に精神を乗っ取られた。本人はギルシオンに心を操られているだけであり、首に麒麟の紋章がある。しかし、カモン以外の家族が干渉するとわずかだが自我を取り戻す。
フェニックスGPの準決勝にて弟のカモンと対決。家族の写真を持ちながらグランドBマスターならぬ不安定な戦いを展開し、カモンに先制を取られる。だが、それを失望したギルシオンが完全に精神を支配し、圧倒的な力を見せつけるも、ギルシオンの闇の力に耐え切れず洗脳が解け、そのまま倒れこんだ。
カモンのことは天才的なビーダマンのセンスからいつか自らの地位を脅かすのではないかという不安に駆られており、その心の弱さをギルシオンにつけこまれた。ギルシオンによって生命エネルギーを奪われあまり満足に動けない体となってしまうも、フェニックスにより救われ、自らはグランドBマスターの座を降り、その座をカモンに明け渡し、自身はゴギョウの後を継ぐ考えをするようになる。
ギルシオンを覚醒させる時の台詞は「天駆けろ、トリプル・ギルシオン!」。

### WBMA関係者
天宝院 ルリ（てんぽういん ルリ）
声 - 清水愛
パートナー：ステア=スワロー
クロスファイトの進行スタッフを務める女性。頭に兎耳を模したカチューシャを着けることがある。クロスファイトへと招かれたカケルに、大会のルールやビーダマンの特性について様々なことを教えた。
普段は物腰柔らかで落ち着いた雰囲気だが、大会の秩序を乱す者に対しては容赦なく厳重注意を行う。選手たちにとってのアイドル的存在であり、豪快なゴウイチロウや自信家のシュモンでも彼女には決して逆らえない。しかし、ウエストグランプリ予選にてバサラの妨害により怪我をしてしまい、彼に対しては苦手意識を持っている。
実篤同様、ドラシアンたちやB-アニマルの秘密についてある程度情報を持っており、全国大会に規模が広まってからクロスファイトを開いていた理由を選手たちに明かした。
また、本人も実力にそこそこ自信のあるビーダーでもあり、ダイキにスタッフとして勝負を挑んだほか、ウエストグランプリではバサラの行動を見張るために大会にこっそり出場している。
スワローを覚醒させる時の台詞は、「風を切れ、ステア・スワロー!」。
天宝院 実篤（てんぽういん さねあつ）
声 - 藤本譲
ルリの祖父で、クロスファイトの開催委員長を務める謎の老人。初期は人前に姿を現さず、スクリーンにシルエットのみを映して選手たちやルリに指示を与えていた。
クロスファイトやビーダマンの秘密を知りたいと話すカケルに対し「ここで強くなるうちにおのずと分かる」と語り、彼の成長を促した。
ドラシアンたちやB-アニマルの秘密について何らかの情報を持っているようであり、それを究明すべくクロスファイトを開いているとユキヒデは推測している。
バサラによってB-クリスタルが破壊された際、意思を持つビーダマンの謎を解き明かすためにクロスファイトを開いていたことを公にした。
また、スバルに厳しい態度をとる弦之助に苦言を呈すなど老人らしい穏やかな面も見られる。
第2期ではスバルらをクレストランドの調査のために派遣させた。
白銀 弦之助（しろがね げんのすけ）
声 - 浜田賢二
スバルの父。考古学者で、彼が発掘したものはウエストシティーでの展覧会にも出品されている。クロスファイトやカケルたちのことを知っており、実篤とともにB-クリスタルの謎を解明しようと試みている。
スバルがまだ幼いころ、調査をするうちにゴールドドラゴンの脅威を知り、実篤と共にドラヴァイスを作ってスバルにビーダーとしての道を歩ませた。そのためスバルには厳しく接しており、負けることを許さないという。そのことで実篤に苦言を呈されたりもしていた。しかし、スバルが本音を割って話したことにより、息子の成長を知った彼は、実篤の言葉に押され子供たちを信じることにした。
ビーダRYU
声 - 金光宣明
クロスファイトでの司会、実況を務める人間。
ブロックごとの決定戦をしていた時は声のみの出演だったが、クロスファイトが全国区に広まったことにより顔を出し、名前が判明した。

### その他の登場人物

#### 第1期
稲葉 ナツミ（いなば ナツミ）
声 - 高本めぐみ
パートナー：ワンサイド=ラビット
カケルの幼馴染でクラスメイト。都会っ子タイプでジャングルや砂漠といった環境を敬遠しており、秘境への冒険に熱烈に憧れるカケルに呆れている。気さくで人懐っこく、初対面であるシュモンたちにも気兼ねなく接するが、シュモンからはかなりの苦手意識を持たれてしまっている。
地区大会にも出場しているビーダーで、カケルにビーダマンを勧め彼がビーダーとなる直接のきっかけを作った。ビーダマン専門店「ミラクルショット」の常連でオーナーのアキラと仲が良く、よく店やイベントの手伝いもしている。
クロスファイトについての事実を知らず、選手となってからのカケルの怪しげな言動に時折疑いの目を向けている。だがある時カケルがドラシアンと会話しているのを目撃してしまい、それから自身もクロスファイトに出場したいと望んでいる。また、しゃべるビーダマンを扱うカケルのことを羨ましく思っている。
「ナッツ」というHNでビーダマンのブログを開いており、ビーダマンの楽しさを広めたくて活動していたところ、ルリによってWBMAのスペシャルサポーターに任命された。
トラブルによく巻き込まれる体質をしており、遊園地のアトラクション暴走時に気絶したり、頭上の看板が落ちてきそうになったりするなどの経験が本人の自覚がないうちに起こっている。スマドラ遺跡では好奇心から試練を引き受けて失敗し、道を分断させてしまう原因を作った。
クロスファイト新世紀に突入するにあたって愛機であるラビットにもB-アニマルが宿ったため、正式にクロスファイトに出場ができることになった。
ラビットを覚醒させる時の台詞は「跳びまくれ、ワンサイド・ラビット!」。
雑賀 アキラ（さいが アキラ）
声 - 肥後マコト
ビーダマン専門店「ミラクルショット」のオーナー。24歳。
明るく気さくな男性。ビーダマンを始めたカケルにドラシアンをプレゼントし、その後も装備面でアドバイスをしたり機体修理を請け負ったりと彼をサポートする。しばしばナツミと共に、地区の子供たちのためにビーダマン関連のイベントを企画している。
ビーダマンを愛する気持ちは強いが、店の経営は芳しくない様子で、地区大会などの際には出張販売にも出かけており、実力の高い東ブロックの人間をそのたびに巻き込んでいる。
山城先生（やまぎせんせい）
声 - 慶長佑香
カケルのクラスの担任を務める女性教師。下の名前は不明。秘境への冒険に熱烈な憧れを持ち、授業中でも図鑑から目を離そうとしないカケルに頭を悩ませていた。しかし逆に彼に影響されて自らもミステリー好きになってしまい、課外授業の際もカケルたちを連れわざわざウエストシティーまで博覧会を見にいったり、ミステリーツアーと称してノースシティに足を運んだりしている。
カケルの母
声 - 寺田はるひ
下の名前は不明。ビーダマンには詳しくなく、クロスファイトについても何も知らされていない。
ホセ
声 - 麻生智久
アルバの祖父であり、サウーズの町の町長。表向きは親切な老人だが、アルバ同様、部外者が聖地へ立ち入ることを良しとしていない。
玉田 タマ男（たまだ タマお）
声 - 伊藤駿太郎
パートナー：ワンサイド=シャークス
溝渕誠の漫画『クロスファイト ビーダマン』の登場人物で、カケルの友だち。通称「タマちゃん」。アニメではモブキャラクターとして頻繁に登場している。第二期最終回ではアクセル=ドラシアンを持って登場した。クレジットでは「たまちゃん」と表記されている。

#### 第2期
御代 アオナ（ごだい アオナ）
声 - 高森奈津美
カモンとリョーマの姉で、レストラン「AONA」を経営する女性。弟思いな優しい人物でやや心配性の気がある、少々世話焼きな子供好き。派遣後自宅に居候するユキヒデに影響されてか食事量的感覚がずれていて、大量の料理の完食を周囲の人間に強制する。カモンにはビーダマンを禁止させており、ガルバーンについてもある程度知っている。
かつてカモンとリョーマによる兄弟同士の争いの果てにカモンが記憶を失ったことを気にしており、再び戦いが起こらないようにと願って彼にビーダマンを避けさせていた。ところが、カモンとガルバーンが一心同体になってビーダマンをしている姿を見たことや、父であるゴギョウが間接的にロードファイトを廃れさせようとしている姿勢を見て、カモンにビーダマンをさせることを許し、レストランを他のエリアから来たビーダーたちに宿泊所として提供することにした。
クロノス島でカモンとカケルが交換したビー玉を使って、Bマスターバトルの決勝にて2人にお守りを作成。これが後にカモンを救うこととなる。
御代 ゴギョウ（ごだい ゴギョウ）
声 - 成田剣
ビーダマンショップ「B-ジャンク」を経営する恰幅のいい男性で、カモン、アオナ、リョーマの父親。しかしカモンには正体を隠している。常にカモンを見守っており、あるとき彼を呼び出してガルバーンと出会わせた。その後ビーダマンの本来の楽しさを広めることを目的にDXブレイクボンバー7を開発し、自ら主催者となりクロスファイトを開くなどクレストランドで暗躍することになる。
普段は温厚な紳士だが、我が子を想うあまり感情的になることがあり、その際、失言をしてしまう癖がある。しかし、「ビーダマンは本来楽しむべきもの」という思考を持っているためリョーマに対してはあまり快く思っていない。登場する競技の大半を作った発明家でもあり、カケルにもその才能を認められた。
御代 ヒミコ（ごだい ヒミコ）
声 - 柚木涼香
カモンたち3姉弟の母で古代学者。豪放磊落で基本的にノリが軽いが、ビーダマンのことになると途端に熱くなるため、これがガルバーンに影響している。親しい人物は男性でもB-アニマルでも構わず「ちゃん」付けで呼ぶ（ガルバーンはガルちゃん、弦之助は弦ちゃんなど）。味音痴ゆえに壊滅的に料理が下手で、アオナがレストランを開くまでに料理が得意になったのも、彼女が原因である。弦之助とも交流があり、現在はフェニックスのビーダマンを求めて調査をしている。
カオス / 光明寺 アカリ（こうみょうじ アカリ）
声 - 佐藤利奈
大きなツインテールにメガネをかけた、プロポーション抜群な謎の少女。リョーマの元に仕えている。
常に冷静で上品な佇まいをしているが、本性はプライドの高い野心家。計画に支障をきたすとみなしたスバルを不意打ちで襲って怪我を負わせ、不要とみなせばすぐに部下を切り捨てるなど冷酷な一面も持っている。リョーマの命を受けてミツルにチューンナップギアを渡し、「南エリアのBマスターにしてやるからガルバーンを奪え」とけしかけ、ハガタキにドラゴンビットを与えてカゲロウのついでにカモンと捕らえてほしいと頼むなど自らの手をほとんど使わず行動している。
本職はサイクルメッセンジャーであり、その正体は闇黒寺家とは対照的にかつてフェニックスに仕えた一族の末裔である巫女。品行方正な立ち居振る舞いこそ変わらないものの、本来は大人しい性格。ギルシオンに操られていた人間の一人であり、26話にてエージェントダークことゲンヤに解放され、リョーマの下から姿を消して仕事に戻っている。
ハガタキ
声 - 川田紳司
西エリアのマスターガーディアンズのリーダー格となる青年。カゲロウを執拗に追い続けている。
エージェントダーク / 闇黒寺 ゲンヤ（あんこくじ ゲンヤ）
声 - 梅津秀行
リョーマに仕える仮面を着けた黒服の人間。ゲンタの父親だが、ボイスチェンジャーで声を変えているため息子には気付かれていない。麒麟のビーダマンを保管している。
素顔は息子同様の逆立てたオールバックと眼鏡が特徴の中年男性。狡猾かつ冷徹であり、息子の価値観も「道具」としてのみ捉えている。リョーマに仕える目的は伝説のビーダマン、スパイク=フェニックスを手中にし兵器に利用しようと画策しているからであり、そのためにリョーマをけしかけた。さらに、ビャクガの父の片腕であることを利用して彼に罪を着せて会社を乗っ取った張本人でもあり、このことがきっかけで息子とは完全に決裂してしまう。
実は古代の戦いで麒麟に仕えたビーダー一族の人間であり、現在はゲンタがその末裔となっている。また、レフト=スタリオンを発掘したのも彼である。ギルシオン同様にフェニックスに対して復讐心を抱いており、その怨恨も相俟ってフェニックスを破壊しようとしていた。しかし、ナオヤがすべての悪事を警察にリークしたため、逮捕されて罪を償うこととなった。
不知火会長（しらぬいかいちょう）
声 - 金光宣明
ビャクガの父親である不知火コーポレーションの社長。ビャクガを後継者にするべく男手ひとつで育てていたが、言われのない罪を着せられて拘置所へと送られた。その後、冤罪が判明すると再び会社に戻ってこれるようになる。

## 登場機体
アクセル=ドラシアン / ライジング=ドラシアン / 究極ライジング＝ドラシアン
声 - 伊藤健太郎
パートナー：龍々崎カケル
青竜のB-アニマルを宿したビーダマンでカケルのパートナー。「ミラクルショット」でカケルと出会い、共にクロスファイトに参加することになる。
他のB-アニマルを宿す個体の多くと異なり、人間との会話が可能である。常に冷静沈着で落ち着いた態度を崩さないが、カケルに対してはやや横柄な物言いも目立つ。だがカケルの中のビーダマンに対する情熱は確かに感じており、彼のパートナーとして共にクロスファイト優勝を勝ち取るべく戦う。クロスファイトのルールに関する記憶はあるものの、自分の過去、ビーダマンでありながら意思を持っている理由などについては一切覚えていない。
ウエストGPの決勝戦で、無茶なショットを放って記憶喪失になってしまうが、ノーススマドラ遺跡にてカケルが自分を大事にしてくれている思いに応えるべく力を欲したところ、思い出が蘇り復活した。
ココドゥロ一族の聖地の中で、自身がドラゴルドに連れられてやってきた存在であることを思い出し、彼もまたドラゴルドの目をさまさせようと決意、「心をひとつにすることが本当の強さ」であることをカケルと共に証明した。
特性は力強い発射を得意とする「パワータイプ」であり、覚醒時のショットは競技場の壁を破壊するほどの威力を誇る。
レブ=ドラヴァイス / ソニック=ドラヴァイス
声 - 竹内良太
パートナー：白銀スバル
白竜のB-アニマルを宿したビーダマン。スバルのパートナー。B-アニマル以外にも、人間との会話が可能であるなどドラシアンとの共通点を持つ。
スバル同様クールな態度を通しているが、彼に比べると口数が多く、人間と関わることにも積極的である。そのせいかスバルに「黙れ」と一喝されることもしばしばだが、そのたびに「失敬」と慣れた様子で返している。カケルに興味を持っているようであり、クロスファイトで活躍を見せ始めた彼を評価している。
正体はスバルの父親、弦之助がゴールドドラゴンを手にした者が力を悪用した場合に備え、対抗すべくWBMA製の第一号として開発したビーダマン。そのためスバルとは幼少期からの付き合いである。
特性は、コアや脚部に装備されているローラーで弾の大量発射を得意とする「連射タイプ」であり、高速で発射した弾を竜巻のように対象に撃ち込む戦法を多用する。
フォース=ドラグレン / アサルト=ドラグレン
声 - 遊佐浩二
パートナー：焔ナオヤ
赤竜のB-アニマルを宿したビーダマン。ナオヤのパートナー。
飄々とした性格で口数が多く、たびたび余計なことを言ってはナオヤに注意されている。グラビティアームなど多彩な機能を持ち基本性能が高く、ナオヤのテクニックと合わせ初登場時から驚異の性能を見せつけている。またタイガルとの合体でパーフェクトドラグレンへと進化する。
ナオヤが真っ向勝負をしたことでようやく本来のビーダマンの姿を思い出し、ドラシアンとの試合では本心から試合を楽しんでいた。
特性は弾の操作性に優れる「コントロールタイプ」であり、大きな角でかなり正確に狙いを定めることができる。
ツイン=ドラゼロス / ストリーム=ドラゼロス
声 - 檜山修之
パートナー：黒渕バサラ
黒竜のB-アニマルを宿したビーダマン。バサラのパートナー。
冷酷な性格で、バサラと共にすべてを破壊すると意気込んでいる。バサラが撃っても壊れない強靭なボディを持っているため、バサラには非常に気に入られている。
しかし彼自身はB-クリスタルの力を狙い、そのためにバサラを利用しているにすぎない。また、WBMAが作ったビーダマンではない。
実はナオヤがB-クリスタルを暴走させドラゴルドを復活させるためだけに作ったビーダマンであり、ドラゴルド復活後に用済みとして切られてしまう。そして、ドラゴルドに必殺技をコピーされた挙句破壊されたが、WBMAの修理により意識を取り戻し、バサラと共に己を見直すこととなった。
特性は「特殊タイプ」で、トリガー一押しで2発同時発射できる。
スマッシュ=ドラゴルド
声 - 東地宏樹
パートナー：皇リュウジ
黄竜のB-アニマルを宿したビーダマン。39話からリュウジのパートナーになる。
もともと、B-クリスタルの中に眠っていた、伝説のドラゴンタイプで、ノーススマドラ遺跡に眠って自らのパートナーとなるに相応しい人間を見定めていた。自らを王者と称し、その名に恥じないボディとウィングを誇っている。さらに、従来のドラゴンタイプの必殺技をコピーし自分のものにすることができるほか、他の四龍のパーツを合体させることでアルティメットドラゴルドへと進化する。
さらに古代ではすべてのB-アニマルを吸い込んで世界を滅ぼしたという伝説も持っており、それと同じことを現代で繰り返そうと、リュウジと共に行動を起こす。
その正体は飽くなき力を追い求める存在。もともといた世界を滅ぼしてこの世界を新たなる楽園にしようとし、すべてを支配しようとしたが敗れ、カケル・ドラシアンに願いを叶える権限を与えた。
特性は特殊タイプで、最高の機体性能を備え、ウィングを変形させることでパワー、連射、コントロール、特殊のすべてに優れた能力を持つ。
トルク=ベアーガ
声 - 不明
パートナー：月輪ゴウイチロウ
クマのB-アニマルを宿したビーダマン。ゴウイチロウのパートナー。
特性はパワータイプであり、重量のあるターゲットでも軽々と吹き飛ばせる反面、細かなコントロールが苦手。
ステア=イグル / アクロス=イグル
声 - 金光宣明
パートナー：鷲村ユキヒデ
鷲のB-アニマルを宿したビーダマン。ユキヒデのパートナー。
特性は「コントロールタイプ」であり、対象との間にかなり長い距離があっても寸分違わず狙い撃つ能力をもつ。
ロール=サソード / マッハ=サソード
声 - 金光宣明
パートナー：蠍宮シュモン
サソリのB-アニマルを宿したビーダマン。シュモンのパートナー。
特性は連射タイプであり、無数の弾を毒針のように鋭く発射し続けることで対象を確実に仕留める能力を持つ。だが弾のスピードが早い反面、1発当たりのパワーは弱く、重量のあるターゲットには簡単に跳ね返されてしまうのが弱点。
ワンサイド=シャークス
声 - 不明
パートナー：鮫島カイト
サメのB-アニマルを宿したビーダマン。カイトのパートナー。
特性は連射タイプであり、獲物を喰らいつくす鮫に例えられるそのスタイルはカイトの勢い重視な戦法と相性が良い様子。
ストローク=オロチ
声 - 不明
パートナー：巻レイジ
ヘビのB-アニマルを宿したビーダマン。レイジのパートナー。
特性はコントロールタイプで、大蛇を思わせるしなやかな動きとスピードで瞬く間に対象との距離を詰め撃ち倒す。
スピン=レオージャ / ジェット=レオージャ
声 - 金光宣明
パートナー：来堂オウガ
ライオンのB-アニマルを宿したビーダマン。オウガのパートナー。
特性はパワータイプで、強力な横回転ショットで獅子のごとく獲物をなぎ倒す。
ラウンド=タイガル
声 - 金光宣明
パートナー：渡ダイキ
トラのB-アニマルを宿したビーダマン。ダイキのパートナー。
特性はバランスタイプで、コントロールと連射に優れトラの牙のごとく獲物を捕らえる。
ドリフト=ジャッカー
声 - 金光宣明
パートナー：神扇アスカ
クジャクのB-アニマルを宿したビーダマン。アスカのパートナー。
特性は特殊タイプで、脚部の変形により、カーブショットなどの変化球が放てるのが特徴。またバックスピンショットにも優れている。
バースト=バイソン
声 - 金光宣明
パートナー：荒野グン
牛のB-アニマルを宿したビーダマン。グンのパートナー。
特性はパワータイプで、腕の力でビーダマンを叩き込むことができるため、強力なパワーショットが期待できる。
プロト01
声 - 金光宣明
パートナー：皇リュウジ
B-アニマルを宿していない量産ビーダマン。37話までのリュウジのパートナーでもある。
26話にて、B-クリスタルが暴走したことによりドラゴルドの力が宿り、量産タイプであるにもかかわらず意思を宿した。リュウジのパートナーであった時は、リュウジの「カケルの力になりたい」という願いに応えて力を発揮したが、遺跡のトラップによりその体は砂となってしまう。
前述通りドラゴルドの力が入っていたために意思が表れただけであり、ドラゴルドの復活後に全国のプロト01は一斉沈黙した。
その後クロスファイト新世紀が始まると再び意思を宿すようになり、リュウジのパートナーとして再び舞い戻った。
ローディング=ダイルス
声 - 金光宣明
パートナー：アルバ・ココドゥロ
ワニのB-アニマルを宿したビーダマン。アルバのパートナー。
WBMAが作ったのではなく、古代から存在していたとされるビーダマン。そのためか他のドラゴンタイプ以外のB-アニマルと比べて比較的対話が可能であり、口数の少ないアルバの代わりに話をすることも多い。またB-太に直接干渉していないため、ドラゴンタイプでないB-アニマルがすべてB-クリスタルに吸収されてしまった際も無事だった。
特性は連射タイプで、コアの底から玉を装填することが可能である。

### 第2期から登場
ドライブ=ガルバーン / アルティメット＝ガルバーン
声 - 鳥海浩輔
パートナー：御代カモン
朱雀のB-アニマルを宿したビーダマン。カモンのパートナー。人間との会話が可能である。
カモン同様、すべての記憶を失ったままB-アニマルとしてさまよっており、時折カモンの愛機となり活躍する夢を見ていた。熱血なカモンとは対照的に落ち着いた性格だが、頭に血が上ると大声で怒鳴り散らしたり、DXブレイクボンバー7を前に心を躍らせたりするなどカモンと似たもの同士な部分もある。ヒミコからの愛称は「ガルちゃん」だが、本人はこの名で呼ばれることを嫌っている。
実は元からカモンの愛機であり、記憶を失う前はカモンと共に戦っていた。しかし、リョーマとの対決に負けるとパーツが四散、B-アニマルとしてさまよう存在となった。一度はリョーマに支配されて自我すら失ってしまうも、聖獣、朱雀の光を受けたことで記憶を取り戻し、カモンの洗脳を解いた。
特性はパワーと連射を兼ね備えたデュアルタイプ。エンブレムチャージを押すと、強力なドライブショットを生み出す。
スロット=ビードル
声 - 金光宣明
パートナー：蜂須賀ミツル
蜂のB-アニマルを宿したビーダマン。ミツルのパートナー。
特性はコントロールタイプで、ターゲットを真っ直ぐにとらえる戦法を得意としている。
ガンロック=ヴォルグ
声 - 金光宣明
パートナー：拝カゲロウ
狼のB-アニマルを宿したビーダマン。カゲロウのパートナー。
特性はパワータイプで、エンブレムチャージを生かした強力無比なパワーショットが特徴。
クライス=レイドラ
声 - 岸尾だいすけ
パートナー：不知火ビャクガ
白虎のB-アニマルを宿したビーダマン。ビャクガのパートナー。意思を持っているビーダマンのひとつ。同じ虎のビーダマンのタイガルと合体するとパーフェクトレイドラへと進化する。
ビャクガに比べ饒舌で何かと彼に代わって対話をしている。英国紳士のような口ぶりで話すが、その中身は少々冷淡で自らを崇めるような言動もする。しかし、本人はビャクガを何より思って行動しており、彼が心を閉ざしたことを長い間気にかけていた。そのためビャクガが自らの意思で道を決めたときには心から喜び、彼のパートナーとしてどこまでも共に行くことを誓う。
試合ではビャクガを支え、ミスショットを抑えるための縁の下の力持ちといった役割。ビャクガも彼に頼りすぎているため、そこが弱点として露呈していた。ナオヤとの試合では電力に耐え切れず気絶してしまうも、ビャクガの独り立ちを応援するためわざと必殺技直前まで起き上がらずにいた。結果的にそれはビャクガとの絆の再確認につながると共に、弱点の克服にも成功した。
特性はコントロールタイプで、すべてのパーツが正確なショットを放つために施されているため、ビー玉を通常より早く、放つことができる。
ガトリング=デスシエル
声 - 杉山紀彰
パートナー：闇黒寺ゲンタ
玄武のB-アニマルを宿したビーダマン。ゲンタのパートナー。四聖獣ビーダマンのひとつで、エージェントダークが作ったビーダマン。ゲンタのことを「ボス」と呼び、トレーニングにいそしむゲンタを諌めている。
基本的には平静で多弁であり、ゲンタの親父ギャグも受け流しているほか、競技や対戦相手に対してもあまり関心を示さない。エージェントダークの心の一部が宿ったために必殺技を放つときに負のオーラが出ることがある。己が悪事の道具として作られたことを悔やんでおり、46話ではゲンタにその心境を明かした。連射性能はトップクラスで、ダッシュスタビライザーを装着するとパワフルなショットを連発できる。
特性は連射タイプで、回転式のガトリングコアを使って力強い連射をするのが得意技。
トリプル=ギルシオン
声 - 杉田智和
パートナー：御代リョーマ
麒麟のB-アニマルを宿したビーダマン。リョーマのパートナー。ライト=ドレイクとレフト=スタリオンを合体させることで、姿を現す究極聖獣。ドレイクはパワー、スタリオンは連射に特化したビーダマン。
無口だが、その心はフェニックスへの復讐心で満ち溢れている。人から生命エネルギーを奪って心を操る能力を備えており、本人はカモン、カオス、リョーマに対し使ったという。24話でカモンが洗脳されたのはこのため。
フェニックスを恨む心から、50話ではリョーマを完全に支配して戦いを挑むが、その力にリョーマが耐え切れず洗脳が解けてしまい、敗北を喫しWBMAに封じられる。しかしカモンの優勝が決定した直後に降臨し、リョーマから奪った生命エネルギーを使ってカモンを支配しようとするも、彼の光にはねのけられる。その力に反応したフェニックスがカモンの手元に舞い降りたため、フェニックスによって再び戦いに敗れ、不死鳥闘技場のギルシオン封印のための装置を使ってフェニックスとともに眠りについた。
特性は特殊タイプで、3つの姿から3発同時発射を可能とする機体である。
ダイナ=トリプレス
声 - 金光宣明
パートナー：角突リュウドウ
トリケラトプスのB-アニマルを宿したビーダマン。リュウドウのパートナー。
特性はパワータイプで、一撃一撃が重く、エンブレムを5つ搭載しているという特徴がある。
スパイク=フェニックス
Wパートナー：龍々崎カケル、御代カモン
フェニックスのB-アニマルを宿したビーダマン。ギルシオンと対になるもう一体の究極聖獣で、伝説のビーダマンと呼ばれている。かつて麒麟に戦いを挑み、辛うじて勝利するも力尽きてしまい封印された。
38話でリョーマが手にするが、リュウドウの手によりB-アニマルが抜け出し、さらにエージェントダークの手により二度と元に戻らぬよう解体されそうになるが、カモンたちの活躍により阻止され無事救出された。
その後クレストランドで開催された不死鳥グランプリの優勝賞品として提供される。その狙いはビーダーたちの熱き魂でフェニックスのB-アニマルを呼び戻すため。47話ではドラシアンが、48話ではガルバーンがこの力で一時的にフェニックスへと変化した。
特性はパワータイプで、搭載されているスパイクコアは最強級のドライブショットを放つことができる。また四聖獣のクリアパーツを装着することで、アルティメットフェニックスへと進化する（アニメでは常にこの状態）。

## スーパーショット
B-アニマルを出現させ、「通常ではありえない力」を引き出せる、いわば必殺技のようなもの。
むしろ作中では単に「必殺技」と呼ばれることがほとんど。
グローブのゲージがたまる、もしくはエンブレムチャージを押すと発動し、それぞれのB-アニマルが出現する。
技の名称はコアによって異なり、コアを換装するとスーパーショットの名称も変わる。
アクセルコア
昇龍ドライブ

メタルアクセルコア
激龍ドライブ
神龍ドライブ
激龍ダブルドライブ
神龍ダブルドライブ

ライジングコア
ライジングドライブ
ライジングオーバードライブ

マグナムライジングドラシアン
極龍ドライブ
極龍オーバードライブ

究極ライジングドラシアン
真龍ドライブ
究極神龍ドライブ

レブコア
竜巻連撃

メタルレブコア
竜巻螺旋撃
神龍螺旋撃

ソニックコア
白龍疾風撃
音速疾風撃

フォースコア
爆龍スティンガー

メタルフォースコア
超龍スティンガー

パーフェクトドラグレン
龍虎爆炎斬

アサルトコア
爆龍バスタード
超龍バスタード

アルティメットドラグレン
究極爆炎斬

ツインコア
双龍ストライク

ヘビーツインコア
黒龍ストライク

ストリームコア
双龍ジャッジメント
真・双龍ジャッジメント

ブレイクコア
キャノンブレイク

ワンサイドコア
マシンガンハンド
ジャンピングイナバスペシャル（ワンサイド=ラビット）

ステアコア
チャージショット

アクロスコア
ウイングショット
アローウイングショット

トルクコア
居合いインパクト

ロールコア
ステルスフィンガー

マッハコア
ステルススピア
ステルスマッハスピア

ストロークコア
極閃光

スピンコア
稲妻落とし
獅子旋風弾 （スピン＝レオージャ） 

ジェットコア
獣王撃
獣王雷鳴撃

ラウンドコア
一閃牙

ドリフトコア
ハリケーンドリフト

バーストコア
マキシマムバースト

ローディングコア
閃光の瞬牙（フラッシュファング）

スマッシュコア
ドラゴニックハンマー
黄龍ストライク
黄龍螺旋撃
黄龍ダブルドライブ
黄龍スティンガー

アルティメットドラゴルド
アルティメットハンマー
黄龍ストライク
黄龍螺旋撃
黄龍ダブルドライブ
黄龍スティンガー

ドライブコア
バーニングドライブ
バーニングオーバードライブ

キャノンドライブガルバーン
爆熱ドライブ
爆熱オーバードライブ

ブラストドライブガルバーン
真空ドライブ
真空ブラストドライブ

アルティメットドライブガルバーン
アルティメットドライブ
アルティメットゴッドドライブ
アルティメットミラクルゴッドドライブ

クライスコア
シャイニングスラッシュ
シャイニングギガスラッシュ

バスタークライスレイドラ
雷神スラッシュ
雷神ギガスラッシュ

パーフェクトレイドラ
白虎閃光斬
白虎雷神斬

スロットコア
スナイパーニードル
スナイパーヘビーニードル

ガンロックコア
餓狼弾
餓狼烈風弾

ガトリングコア
ストームインフェルノ
ストームダークインフェルノ

ダッシュガトリングデスシエル
無限インフェルノ
無限ダークインフェルノ

ダイナコア
クラッシュダイナマイト
ウェルクラッシュダイナマイト

ライトコア&レフトコア
ダブルファントム
ダブルファントムオメガ

トリプルギルシオン
トライデントファントム
トライデントファントム ジ・エンド

スパイクコア
フェニックスドライブ
フェニックスオーバードライブ

## 作中用語
ビーダマン
腹部からビー玉を出す玩具のこと。詳細はビーダマンを参照。

ビーダー
そのビーダマンのパートナーとなる人間のことである。

B-アニマル（ビーアニマル）
ビーダマンとB-太が接続した時、ビーダマンから出せる動物の精霊。
機体によって宿る動物名は異なり、また、すべてのビーダマンに宿るわけではない。基本的にはクロスファイトの会場以外では出すことができない。
しかし第1期41話にてドラゴルドの力によりどこでも出せるようになってしまい、それが引き金となりパニックになったこともある。それ以来は必殺技を放てば出てくるようになった。

B-太（ビータ）
ビーダマンの大会に出る際に選手登録を行うネットワークシステム。これに接続することによって、大会への参加が可能となる。ここでB-アニマルがビーダマンに宿った場合にはクロスファイトの参加が認められる。

WBMA（ダブリュービーエムエー）
正式名称は「ワールド・ビーダマン・アソシエーション」。クロスファイトを開いている会社であり、ビーダマンに特化した施設。ここでビーダマンを量産しているほか、意思を持つビーダマンについてクロスファイトを定期的に開きながら解明しようと試みている。

クロスファイト
B-アニマルを宿したビーダマンを持つビーダーのみが参加できる、秘密の大会。何試合か行った後に統一チャンピオン決定戦を行い、勝者にはB-クリスタルとの対戦権が与えられる。
また、この大会で優勝すると「なんでも望みが叶えられる」という噂があった。

B-クリスタル（ビークリスタル）
WBMAが保持している、B-アニマルを多量に宿した巨大な水晶玉のことであり、激しい力のぶつかり合いに反応する代物。大いなる力もこの中に眠っており、誠の強者がこれと対戦すると力は対戦者に与えられるが、邪な心を持つ者が対戦すると怒り、力を勝手に放出させてしまう。

ブレイクボンバー
17話から導入された対戦システム。イエローボムと20個とレッドボム5つによって構成されており、レッドボムを先に3点以上撃ち抜いた者が勝利となる。

イーストタマ湖の遺跡（イーストタマこのいせき）
東ブロックのイーストタマ湖にあるビーダマンの遺跡。入るには5つのビーダマンの力と、その持ち主である5人が精神同機率を高めなければならない。さらに、外からビー玉を撃ち込まれると閉じ込められてしまう。

GPシリーズ（ジーピーシリーズ）
クロスファイトが全国区に広まったことにより開かれた新たな大会。今までの選手はもちろん、意思さえ宿していればプロト01での参加も可能となった。
イースト、ウエスト、ノース、サウスの4大会をそれぞれ予選、本戦に分かれて行い、最終的に成績のいい上位8名が、GPファイナルに出場することができる。そこで優勝したものがグランプリとなる。
予選はフィールド内に広まったターゲットを10ポイント以上倒し、会場に帰ってきた8名が本戦に進むことのできるサバイバルシステムとなっており、本戦ではブレイクボンバーをトーナメント形式で行っている。

スマドラ遺跡（スマドラいせき）
北ブロックの観光名所ともなっているビーダマンの遺跡。B-クリスタルから抜け出た大いなる力が宿っていた場所でもある。
39話にて覚醒したリュウジが内部から破壊してしまい、そのまま崩れた。

大いなる力（おおいなるちから）
5匹の龍の頂点に立つ、スマッシュ=ドラゴルドのことを指す。手に入れた者に力を与える代わりに、その人物の性格を破綻させてしまう非常に危険な力でもある。自らのパートナーに相応しい人物をスマドラ遺跡にて眠りながらずっと見定めていた。

ココドゥロ一族の聖地（ココドゥロいちぞくのせいち）
南ブロック、サウーズの町から少し離れたジャングルにあるビーダマンの遺跡。現在はアルバがここを管理している。
内部には超古代ビーダマン文明が栄えており、パワー、連射、コントロールの試練をクリアするとブレイクボンバーが出現、勝者には聖なる力が与えられる。

聖なる力（せいなるちから）
ビーダマンとビーダーの精神同機率を高めるための代物。ココドゥロ一族の聖地に宿っていた。主にビーダーが戦いの果てにあるものを発見したとき、発動する。カケルはこれを2回発動させた。

ドラゴンビット
本来はGPファイナル用に用意していた、口の部分から網を出してビーダーを妨害する機械。それをリュウジとナオヤが悪用し、WBMAの敷地内に張り巡らせて選手たちを苦しめた。

ファイナルブレイクボンバー
GPファイナル用に用意された、50×50の巨大なブレイクボンバー。搭載されたボムの数は2500個である。最終決戦用にリュウジが使用した。

### eS（第2期）からの設定
エンブレムチャージ
押すことで特性の効果を上げることのできる力。ボタンに刻まれる紋章は機体に宿るB-アニマルと同じである。
クレストランド
WBMAとの情報交換に応じない、独立した国。ロードファイトを行っているほかエンブレムチャージを独自に開発している。
センターエリアを中心に東西南北のエリアに分かれている。それぞれのエリアには各エリアを代表するBマスターが存在しており、彼らの立場は普通のビーダーよりも高くなるという、階級社会によって成り立っている。
さらに東西南北には聖獣が棲んでいるという逸話があり、聖獣は心の正しい人間に力を貸すという伝説が残っている。
ロードファイト
クレストランドで開催されている対戦システム。グランドBマスターの認可を受けてはいるが、基本的にビーダーがビーダーの挑戦を受ければどこでも試合することが可能である。ビーダマン同士が目を合わせることで挑戦を承諾するシステムとなっており、そのため本人が意図しない場合でも対戦を組んでしまうこともある。対戦形式はさまざまであり、挑戦を受けた人間が抽選で選ぶことができる。また、これに勝利すると勝者は敗者に何か要求することができる。そのため敗者は勝者に逆らえない。しかしロードファイトリベンジという、敗者が勝者に再戦する権利も一度だけ認められており、これに敗者が勝つと掟を無かったことにもできる。ただしこれに再び負けてしまうと、今後一切ビーダマンができなくなってしまう。
なお、32話でバサラが設定したロードファイトは30勝すると商品がもらえ、相手の命令には従わなくてよいというオリジナルルールになっている。
グランドBマスター（グランドビーマスター）
クレストランドのビーダマンの一切を取り仕切っているビーダマンの指導者。その正体は御代リョーマ。
DXブレイクボンバー7（デラックスブレイクボンバーセブン）
4話にて初登場した、進化したブレイクボンバー。ゴギョウがビーダマンの楽しさを伝えるために開発したものである。
ブルーボム24個とグリーンボム7個が搭載されており、グリーンボムを4点以上撃ち抜いたものが勝利というのが前作との相違点。さらに台が左右に動くため、狙いを定めるのもより難しくなっている。
ブラックリストビーダー
通称ブラックビーダー。クレストランドの掟を破ったにもかかわらず、ビーダマンを続けているビーダーのことを指す。
マスターガーディアンズ
Bマスターに忠誠を誓う黒服の男たちのこと。ブラックリストビーダーの取り締まりをはじめとする警備の仕事を行っている。
クロノス島（クロノスとう）
アオナが懸賞で引き当てたリゾート地。クレストランドの管轄外。仮装の祭りをやっている町がある。
ブレイクボール
15話にて初登場。カモンの旅行先であるクロノス島でカケルが仕掛けてきた、回転式のターゲットに仕組まれた中のビー玉を押し出す競技である。ターゲットは全部で6つ。2人、または3人で向かい合ってそれぞれポイント数を決め、規定されたターゲットを先にすべて押し出した者が勝利となる。
メテオボンバー
19話で出てきた新競技。グランドBマスターことリョーマが開発したものである。十字型の競技台の中心にあるパックを、相手側のレーンに押し入れるもの。先に2点先取した方が勝利となる。本作品でメカニックデザインを担当するいしはらいくろうがデザインしたものである。
Bマスターバトル（ビーマスターバトル）
リョーマが主催した、東エリアのBマスターを決める大会。予選は制限時間内に動き回るターゲットを多く撃ち抜いた上位6人が本戦に進む形式。本戦はブレイクボール、決勝戦はメテオボンバーで勝敗を決める。
パワープッシュ
WBMAが開発した競技。28話にて登場。5本のレバーが敷かれた台を、真ん中のラインまで押し込むというもの。先に3本押し出した方の勝利となる。
白虎の塒（びゃっこのねぐら）
西エリアで白虎を司る石碑がある場所。最深部には白虎の紋章が壁面となって残っている。
不死鳥闘技場島（フェニックスバトルアイランド）
海底にずっと沈んでいた島。「悪しき獣目覚める時、遥か水底より甦る善きモノあり」という逸話が残っており、リョーマがドレイクとスタリオンを出した直後に登場した。ヒミコはここを伝説に現れるフェニックスと麒麟が登場する島と考え、カモンたちを調査に呼んだ。
B-クラッシャー（ビークラッシャー）
エージェントダークが開発したコアシステム兵器。ビーダマンのコアと同系の形をした波動砲である。
不死鳥グランプリ（フェニックスグランプリ）
43話からスタートしたクロスファイト。優勝商品はスパイク=フェニックス。真の目的はフェニックスのB-アニマルを呼び戻すため。予選はブレイクボールで、点数がランダムに設定されたビー玉を撃っていき、上位8名が本選に進めるサバイバル方式。本選第一試合は1対1ブレイクボールの強化版で、16×2のブレイクボールで自分のポイントをすべて打ち上げた者が勝利し準決勝に進む。第二試合は競技台を動き回るブレイクボールであり、3pt先取した者が準決勝に進む。第三試合はカモンがアルティメットドライブ=ガルバーンをマスターする際に使用したパワープッシュと同じで、パワー、連射、コントロールそれぞれに対応した3本のレバーのうち先に2本押し込んだ方が準決勝に進む。第四試合はDXブレイクボンバー7ランダムスクロール方式。動きの速いDXブレイクボンバー7を使い、4pt先取したほうが準決勝に進む。
準決勝第一試合はバーが15本に増えてランダムスクロール方式となったパワープッシュで、8pt先取したほうが決勝に進む。第二試合は前作44話と似た、グリーンボムを撃ち抜くと相手側の足場が沈む、巨大なDXブレイクボンバー7。ルールはDXブレイクボンバー7と同じで、4pt先取したほうが決勝に進む。決勝戦はメテオボンバーの無限パック方式で、時間内に多くポイントを取った者が優勝する。

## スタッフ
- 原作 - タカラトミー、d-rights
- 監督 - 小高義規
- シリーズ構成 - 猪爪慎一（第1期）、川崎ヒロユキ（第2期）
- キャラクターデザイン・総作画監督 - 藤崎賢二
- メカニックデザイン - いしはらいくろう
- 美術監督 - 皆谷透（第1期）、西村隆（第2期）
- 色彩設計 - 川上善美
- 撮影監督 - 坪内弘樹
- CGモデリング - 加藤静雄
- 編集 - 小峰博美
- 音響監督 - 高寺たけし
- 音楽 - 多田彰文
- 音楽制作 - ランティス
- プロデューサー - 紅谷佳和、笹木理加
- アニメーション制作 - SynergySP
- 製作 - テレビ東京、d-rights

## 主題歌
第1期
オープニングテーマ「TRUTH」
作詞 - 末永茉己 / 作曲・編曲 - 島崎貴光 / 歌 - 凛
エンディングテーマ「片翼-ツバサ-の行方」
作詞・作曲・編曲 - 島崎貴光 / 歌 - 凛

第2期
オープニングテーマ「Dream」
作詞・作曲・編曲・歌 - OUTER-TRIBE
エンディングテーマ 「Ray of light」
作詞・作曲・編曲・歌 - OUTER-TRIBE

## 各話リスト
タイトルコールの読み上げは龍ヶ崎タケル役の大原桃子（第1期）、御代カモン役の内匠靖明（第2期）がそれぞれ担当した。

### 第1期
| 話数   | サブタイトル                          | 脚本         | 絵コンテ | 演出         | 作画監督          | 放送日         |
| ------ | ------------------------------------- | ------------ | -------- | ------------ | ----------------- | -------------- |
| 第1話  | これがビーダマン!?                    | 猪爪慎一     | 小高義規 | 小高義規     | 島崎知美          | 2011年 10月2日 |
| 第2話  | これがクロスファイト!?                | 猪爪慎一     | 小高義規 | 小高義規     | 中島渚            | 10月9日        |
| 第3話  | あいつがチャンピオン!?                | 猪爪慎一     | NaNaKo   | 関田修       | 武智敏光          | 10月16日       |
| 第4話  | え?ファーストレコード!?               | 猪爪慎一     | NaNaKo   | 関田修       | 武智敏光          | 10月23日       |
| 第5話  | ほえろB-アニマル!                     | 川崎ヒロユキ | 大宙征基 | 緒方隆秀     | 小野田貴之        | 10月30日       |
| 第6話  | きめろトリプルショット!!!             | 川崎ヒロユキ | 大宙征基 | 緒方隆秀     | 小野田貴之        | 11月6日        |
| 第7話  | GO!ウェストシティ!!                   | 猪爪慎一     | NaNaKo   | 橋口洋介     | 松本朋之          | 11月13日       |
| 第8話  | 3…2…1、クロスタッグファイト!          | 猪爪慎一     | NaNaKo   | 橋口洋介     | 松本朋之          | 11月20日       |
| 第9話  | その名はレオージャ!                   | 川崎ヒロユキ | 大宙征基 | 小高義規     | 島崎知美          | 11月27日       |
| 第10話 | うなれブレイクショット!!              | 川崎ヒロユキ | 大宙征基 | 小高義規     | 中島渚            | 12月4日        |
| 第11話 | いくぞ!メタルアクセル!!               | 猪爪慎一     | 緒方隆秀 | 緒方隆秀     | 小野田貴之        | 12月11日       |
| 第12話 | いけ!Wスーパーショット!!              | 猪爪慎一     | 緒方隆秀 | 緒方隆秀     | 小野田貴之        | 12月18日       |
| 第13話 | 誰だ?謎のレッドドラゴン使い…          | 猪爪慎一     | NaNaKo   | 橋口洋介     | 松本朋之          | 12月25日       |
| 第14話 | え!?アイツが転校生?                   | 猪爪慎一     | NaNaKo   | 橋口洋介     | 松本朋之          | 2012年 1月8日  |
| 第15話 | 龍虎合体パーフェクト＝ドラグレン!     | 川崎ヒロユキ | 大宙征基 | 小高義規     | 島崎知美          | 1月15日        |
| 第16話 | 最強のコントロールタイプ…             | 川崎ヒロユキ | 大宙征基 | 斉藤啓也     | 中島渚            | 1月22日        |
| 第17話 | これがブレイクボンバー!?              | 猪爪慎一     | 緒方隆秀 | 緒方隆秀     | 小野田貴之        | 1月29日        |
| 第18話 | イーストVSウェスト!                   | 猪爪慎一     | 緒方隆秀 | 緒方隆秀     | 小野田貴之        | 2月5日         |
| 第19話 | 楽しいビーダキャンプ!                 | 川崎ヒロユキ | 紅優     | 橋口洋介     | 松本朋之          | 2月12日        |
| 第20話 | 赤き龍の正体!                         | 川崎ヒロユキ | 紅優     | 橋口洋介     | 松本朋之          | 2月19日        |
| 第21話 | 友情のブレイクボンバー!               | 川崎ヒロユキ | 大宙征基 | 小高義規     | 島崎知美          | 2月25日        |
| 第22話 | 無敵のドラゴンタッグ!!                | 川崎ヒロユキ | 大宙征基 | 斉藤啓也     | 中島渚            | 3月4日         |
| 第23話 | 誰だ?イーストチャンピオン!            | 猪爪慎一     | 緒方隆秀 | 緒方隆秀     | 小野田貴之        | 3月11日        |
| 第24話 | 3、2、1…B-ファイナル!                 | 猪爪慎一     | 緒方隆秀 | 緒方隆秀     | 小野田貴之        | 3月18日        |
| 第25話 | 開催!統一チャンピオン決定戦           | 川崎ヒロユキ | 甲藤円   | 橋口洋介     | 松本朋之          | 3月25日        |
| 第26話 | 激闘の果てに…                         | 川崎ヒロユキ | 甲藤円   | 橋口洋介     | 松本朋之          | 4月1日         |
| 第27話 | え?まさかクロスファイトが!            | 猪爪慎一     | 大宙征基 | 石田暢       | 菊池陽介          | 4月8日         |
| 第28話 | 新たな開幕!ビーダマン戦国時代         | 猪爪慎一     | 大宙征基 | 石田暢       | 中島渚            | 4月15日        |
| 第29話 | 比類なきジャッカー                    | 川崎ヒロユキ | 緒方隆秀 | 緒方隆秀     | 小野田貴之        | 4月22日        |
| 第30話 | 激闘!イーストGP（グランプリ）         | 川崎ヒロユキ | 緒方隆秀 | 緒方隆秀     | 小野田貴之        | 4月29日        |
| 第31話 | 集まれ!未来のビーダーたち             | 大西信介     | 甲藤円   | 橋口洋介     | 松本朋之 近藤優次 | 5月6日         |
| 第32話 | アスカと勝負!! ブレイクボンバー       | 大西信介     | 甲藤円   | 橋口洋介     | 松本朋之 近藤優次 | 5月13日        |
| 第33話 | バースト!ウェストGP（グランプリ）開幕 | 猪爪慎一     | 大宙征基 | 石田暢       | 中島渚            | 5月20日        |
| 第34話 | ボンバー!勝つのはどっちだ!?           | 猪爪慎一     | 大宙征基 | 石田暢       | 菊池陽介          | 5月27日        |
| 第35話 | ブリザードの決闘…                     | 川崎ヒロユキ | 緒方隆秀 | 緒方隆秀     | 小野田貴之        | 6月3日         |
| 第36話 | 雪の夜の対決!ジャッカーVSドラゼロス   | 川崎ヒロユキ | 緒方隆秀 | 緒方隆秀     | 小野田貴之        | 6月10日        |
| 第37話 | 遺跡の中はミステリー…                 | 川崎ヒロユキ | 甲藤円   | 橋口洋介     | 松本朋之          | 6月17日        |
| 第38話 | 伝説のドラゴンタイプ!                 | 川崎ヒロユキ | 甲藤円   | 橋口洋介     | 松本朋之          | 6月24日        |
| 第39話 | ドラゴルド参戦!ノースGP（グランプリ） | 猪爪慎一     | 大宙征基 | いわたかずや | 菊池陽介          | 7月1日         |
| 第40話 | 戦慄!ゴールドドラゴンの力             | 猪爪慎一     | 大宙征基 | 石田暢       | 中島渚            | 7月8日         |
| 第41話 | 打倒!スマッシュ・ドラゴルド           | 大西信介     | 緒方降秀 | 緒方降秀     | 加藤愛 新田宗昭   | 7月15日        |
| 第42話 | 絆のダブル・ショット!!                | 大西信介     | 緒方降秀 | 緒方降秀     | 加藤愛 新田宗昭   | 7月22日        |
| 第43話 | 追え!謎の秘境ビーダマン               | 猪爪慎一     | 甲藤円   | 松本マサユキ | 松本朋之 近藤優次 | 7月29日        |
| 第44話 | ミステリー!超古代ビーダマンの謎       | 猪爪慎一     | 甲藤円   | 松本マサユキ | 松本朋之 近藤優次 | 8月5日         |
| 第45話 | 必殺のドラゴニック・ハンマー!         | 川崎ヒロユキ | 大宙征基 | 石田暢       | 中島渚            | 8月12日        |
| 第46話 | 聖ナルチカラが呼ぶ奇跡                | 川崎ヒロユキ | 大宙征基 | いわたかずや | 菊池陽介          | 8月19日        |
| 第47話 | ヒートアップ!リュウジ暴走!!           | 大西信介     | 緒方降秀 | 緒方降秀     | 加藤愛 新田宗昭   | 8月26日        |
| 第48話 | 激ファイト!ナオヤVSリュウジ           | 大西信介     | 緒方降秀 | 緒方降秀     | 加藤愛 新田宗昭   | 9月2日         |
| 第49話 | 完全なる龍王!                         | 川崎ヒロユキ | 甲藤円   | 松本マサユキ | 松本朋之 近藤優次 | 9月9日         |
| 第50話 | 真っ向勝負!ドラシアンVSドラグレン!!   | 川崎ヒロユキ | 甲藤円   | 松本マサユキ | 松本朋之 近藤優次 | 9月16日        |
| 第51話 | いくぞ!ファイナルマッチ               | 猪爪慎一     | 大宙征基 | 石田暢       | 松本朋之 近藤優次 | 9月23日        |
| 第52話 | 決着!クロスファイト新世紀             | 猪爪慎一     | 大宙征基 | いわたかずや | 松本朋之 近藤優次 | 9月30日        |

### 第2期
| 話数              | サブタイトル                                         | 脚本         | 絵コンテ       | 演出         | 作画監督          | 放送日         |
| ----------------- | ---------------------------------------------------- | ------------ | -------------- | ------------ | ----------------- | -------------- |
| 第1話（第53話）   | メラッと燃えるぜィ!ドライブ・ガルバーン!             | 川崎ヒロユキ | 緒方降秀       | 緒方降秀     | 加藤愛 新田宗昭   | 2012年 10月7日 |
| 第2話（第54話）   | ブンブン刺すぜィ!スロット=ビードル!                  | 川崎ヒロユキ | 緒方降秀       | 緒方降秀     | 加藤愛 新田宗昭   | 10月14日       |
| 第3話（第55話）   | クールに来たぜィ!ソニック=ドラヴァイス!              | 大西信介     | 甲藤円         | 松本マサユキ | 松本朋之 近藤優次 | 10月21日       |
| 第4話（第56話）   | チョー楽しいぜィ!DXブレイクボンバー7                 | 大西信介     | 甲藤円         | 松本マサユキ | 松本朋之 近藤優次 | 10月28日       |
| 第5話（第57話）   | チューンナップでぃ!コンバートバレル!                 | 川崎ヒロユキ | 大宙征基       | いわたかずや | 松本朋之 近藤優次 | 11月4日        |
| 第6話（第58話）   | 一等とるぜィ!クロスファイト!                         | 川崎ヒロユキ | 大宙征基       | いわたかずや | 松本朋之 近藤優次 | 11月11日       |
| 第7話（第59話）   | はぐれ狼ィ!ガンロック=ヴォルグ!                      | 猪爪慎一     | 緒方降秀       | 緒方降秀     | 新田宗昭          | 11月18日       |
| 第8話（第60話）   | アクロス=イグル!大食いヤローがやって来たぜィ!        | 猪爪慎一     | 緒方降秀       | 緒方降秀     | 加藤愛            | 11月25日       |
| 第9話（第61話）   | 西でもやるぜィ!クロスファイト!                       | 川崎ヒロユキ | 甲藤円         | 松本マサユキ | 松本朋之          | 12月2日        |
| 第10話（第62話）  | 一撃必勝だぜィ!アクロス=イグル!                      | 川崎ヒロユキ | 甲藤円         | 松本マサユキ | 松本朋之          | 12月9日        |
| 第11話（第63話）  | ロードファイトで勝負やでぃ!アロー・ウイングショット! | 大西信介     | 大宙征基       | 緒方降秀     | 加藤愛            | 12月16日       |
| 第12話（第64話）  | 強敵だぜィ!不知火ビャクガ                            | 大西信介     | 大宙征基       | 緒方降秀     | 新田宗昭          | 12月23日       |
| 第13話（第65話）  | まさかだぜィ!バスターレッグ!                         | 川崎ヒロユキ | まついひとゆき | いわたかずや | 松本朋之          | 2013年 1月6日  |
| 第14話（第66話）  | 守って見せるぜィ!DXブレイクボンバー7!                | 川崎ヒロユキ | まついひとゆき | いわたかずや | 松本朋之          | 2013年 1月6日  |
| 第15話（第67話）  | アガるぜィ!ブレイクボール                            | 猪爪慎一     | 緒方降秀       | 緒方降秀     | 小野田貴之        | 1月13日        |
| 第16話（第68話）  | 殴り込みだぜィ!ストリーム=ドラゼロス!                | 猪爪慎一     | 緒方降秀       | 緒方降秀     | 加藤愛            | 1月20日        |
| 第17話（第69話）  | ロクデナシだぜィ!黒渕バサラ!                         | 川崎ヒロユキ | 甲藤円         | 松本マサユキ | 松本朋之          | 1月27日        |
| 第18話（第70話）  | リベンジするぜィ!不知火ビャクガ!                     | 川崎ヒロユキ | 甲藤円         | 松本マサユキ | 松本朋之          | 2月3日         |
| 第19話（第71話）  | 熱くなるぜィ!メテオボンバー                          | 大西信介     | 緒方降秀       | 緒方降秀     | 新田宗昭          | 2月10日        |
| 第20話（第72話）  | キシャァッ!と来たぜィ マッハ=サソード                | 大西信介     | 緒方降秀       | 緒方降秀     | 小野田貴之        | 2月17日        |
| 第21話（第73話）  | 開戦!Bマスターバトルだぜィ                           | 猪爪慎一     | 大宙征基       | いわたかずや | 松本朋之          | 2月24日        |
| 第22話（第74話）  | 青い強敵!NEWドラシアンだぜィ                         | 猪爪慎一     | 大宙征基       | いわたかずや | 松本朋之          | 3月3日         |
| 第23話（第75話）  | 青き対決だぜィ!ガルバーンVSドラシアン                | 川崎ヒロユキ | 緒方降秀       | 緒方降秀     | 加藤愛            | 3月10日        |
| 第24話（第76話）  | 君こそ東のBマスターだ                                | 川崎ヒロユキ | 緒方降秀       | 緒方降秀     | 小野田貴之        | 3月17日        |
| 第25話（第77話）  | 強い味方だ!マグナムアーム!                           | 川崎ヒロユキ | 甲藤円         | 松本マサユキ | 松本朋之          | 3月24日        |
| 第26話（第78話）  | 最終決戦!ガルバーンVSドラシアン                      | 川崎ヒロユキ | 甲藤円         | 松本マサユキ | 松本朋之          | 3月31日        |
| 第27話（第79話）  | ミステリーだぜィ!クレストランドの伝説                | 大西信介     | 緒方降秀       | 緒方降秀     | 新田宗昭          | 4月7日         |
| 第28話（第80話）  | ビャクガと勝負!アサルト=ドラグレン                   | 大西信介     | 緒方降秀       | 緒方降秀     | 小野田貴之        | 4月14日        |
| 第29話（第81話）  | 白虎の対決!真っ赤で卑劣なワナだぜィ                  | 猪爪慎一     | 大宙征基       | 前園文夫     | 君野敏            | 4月21日        |
| 第30話（第82話）  | 白虎の目覚め!タイガー覚醒だぜィ                      | 猪爪慎一     | 大宙征基       | 前園文夫     | 君野敏            | 4月28日        |
| 第31話（第83話）  | 友情のモードチェンジだぜィ!アサルト=ドラグレン       | 川崎ヒロユキ | 緒方降秀       | 緒方降秀     | 加藤愛            | 5月5日         |
| 第32話（第84話）  | さらば友よ!ガトリング=デスシエル                     | 川崎ヒロユキ | 緒方降秀       | 緒方降秀     | 新田宗昭          | 5月12日        |
| 第33話（第85話）  | ガトリング=デスシエル 全エリアを制圧せよ             | 大西信介     | 大宙征基       | いわたかずや | 松本朋之 近藤優次 | 5月19日        |
| 第34話（第86話）  | 守って見せるぜィ!クロスファイト!                     | 大西信介     | 大宙征基       | いわたかずや | 松本朋之 近藤優次 | 5月26日        |
| 第35話（第87話）  | 野生のチャレンジ!レオージャVSデスシエル              | 川崎ヒロユキ | 緒方降秀       | 緒方降秀     | 新田宗昭          | 6月2日         |
| 第36話（第88話）  | 決戦だぜィ!ガルバーンVSデスシエル                    | 川崎ヒロユキ | 緒方降秀       | 緒方降秀     | 加藤愛            | 6月9日         |
| 第37話（第89話）  | 招かれざる客!ダイナ=トリプレス                       | 猪爪慎一     | 福富博         | 前園文夫     | 君野敏            | 6月16日        |
| 第38話（第90話）  | 究極の敵!トリプル=ギルシオン                         | 猪爪慎一     | 福富博         | 前園文夫     | 君野敏            | 6月23日        |
| 第39話（第91話）  | 助けだすぜィ!スパイク=フェニックス                   | 川崎ヒロユキ | 緒方降秀       | 緒方降秀     | 新田宗昭          | 6月30日        |
| 第40話（第92話）  | 究極だぜィ!アルティメットドライブガルバーン          | 川崎ヒロユキ | 緒方降秀       | 緒方降秀     | 加藤愛            | 7月7日         |
| 第41話（第93話）  | 兄弟対決!ガルバーンVSギルシオン!                     | 川崎ヒロユキ | 大宙征基       | いわたかずや | 松本朋之 近藤優次 | 7月14日        |
| 第42話（第94話）  | 打ち砕くぜィ!ダークの野望!                           | 川崎ヒロユキ | 大宙征基       | いわたかずや | 松本朋之 近藤優次 | 7月21日        |
| 第43話（第95話）  | 開幕だぜィ!不死鳥（フェニックス）グランプリ          | 猪爪慎一     | 緒方降秀       | 緒方降秀     | 新田宗昭          | 7月28日        |
| 第44話（第96話）  | 究極対決!究極ライジング=ドラシアン                   | 猪爪慎一     | 緒方降秀       | 緒方降秀     | 加藤愛            | 8月4日         |
| 第45話（第97話）  | 逃げはしないぜィ!ゲンタVSリョーマ                    | 大西信介     | 前園文夫       | 前園文夫     | 君野敏 山科和佳菜 | 8月11日        |
| 第46話（第98話）  | 頼らぬ勝負 ナオヤVSビャクガ                          | 大西信介     | 前園文夫       | 前園文夫     | 君野敏 山科和佳菜 | 8月18日        |
| 第47話（第99話）  | 予期せぬ復活!?スパイク＝フェニックス!                | 川崎ヒロユキ | 緒方降秀       | 緒方降秀     | 桑原直子          | 8月25日        |
| 第48話（第100話） | たちはだかる壁!スバル&ドラヴァイス!                  | 川崎ヒロユキ | 緒方降秀       | 緒方降秀     | 加藤愛            | 9月1日         |
| 第49話（第101話） | 新たなステージ!準決勝開幕だぜィ                      | 猪爪慎一     | いわたかずや   | いわたかずや | 松本朋之 近藤優次 | 9月8日         |
| 第50話（第102話） | ついに来たぜィ!炎の兄弟決戦                          | 猪爪慎一     | 小高義規       | いわたかずや | 松本朋之 近藤優次 | 9月15日        |
| 第51話（第103話） | 決勝戦だぜィ!不死鳥（フェニックス）グランプリ!!      | 川崎ヒロユキ | 緒方降秀       | 緒方降秀     | 桑原直子          | 9月22日        |
| 第52話（第104話） | 頂上決戦だぜィ!カモンVSカケル!!                      | 川崎ヒロユキ | 緒方降秀       | 緒方降秀     | 加藤愛            | 9月29日        |

## 放送局
| 放送地域       | 放送局           | 放送期間                                                                                          | 放送日時                                                                  | 放送系列       | 備考                          |
| -------------- | ---------------- | ------------------------------------------------------------------------------------------------- | ------------------------------------------------------------------------- | -------------- | ----------------------------- |
| 関東広域圏     | テレビ東京       | 2011年10月2日 - 2012年12月23日 2013年1月13日 - 9月29日                                            | 日曜 8:45 - 9:00 日曜 8:30 - 8:44                                         | テレビ東京系列 | 製作局                        |
| 北海道         | テレビ北海道     | 2011年10月2日 - 2012年12月23日 2013年1月13日 - 9月29日                                            | 日曜 8:45 - 9:00 日曜 8:30 - 8:44                                         | テレビ東京系列 | 同時ネット                    |
| 愛知県         | テレビ愛知       | 2011年10月2日 - 2012年12月23日 2013年1月13日 - 9月29日                                            | 日曜 8:45 - 9:00 日曜 8:30 - 8:44                                         | テレビ東京系列 | 同時ネット                    |
| 大阪府         | テレビ大阪       | 2011年10月2日 - 2012年12月23日 2013年1月13日 - 9月29日                                            | 日曜 8:45 - 9:00 日曜 8:30 - 8:44                                         | テレビ東京系列 | 同時ネット                    |
| 岡山県・香川県 | テレビせとうち   | 2011年10月2日 - 2012年12月23日 2013年1月13日 - 9月29日                                            | 日曜 8:45 - 9:00 日曜 8:30 - 8:44                                         | テレビ東京系列 | 同時ネット                    |
| 福岡県         | TVQ九州放送      | 2011年10月2日 - 2012年12月23日 2013年1月13日 - 9月29日                                            | 日曜 8:45 - 9:00 日曜 8:30 - 8:44                                         | テレビ東京系列 | 同時ネット                    |
| 宮城県         | 東日本放送       | 2011年10月22日 - 2012年10月20日 2012年10月27日 - 2013年4月13日                                    | 土曜 5:35 - 5:50                                                          | テレビ朝日系列 | 第2期・第26話をもって打ち切り |
| 日本全域       | AT-X             | 2011年10月23日 - 2012年9月30日 2012年10月7日 - 2013年1月6日 2013年1月13日 2013年1月20日 - 10月6日 | 日曜 8:45 - 9:00 日曜 18:45 - 19:00 日曜 18:30 - 19:00 日曜 18:30 - 18:45 | CS放送         | リピート放送あり              |
| 熊本県         | 熊本朝日放送     | 2011年10月29日 - 2012年11月10日 2012年11月17日 - 2013年12月1日                                    | 日曜 6:00 - 6:15                                                          | テレビ朝日系列 |                               |
| 岩手県         | 岩手朝日テレビ   | 2011年11月5日 - 2012年11月17日 2012年11月24日 - 2013年5月11日                                     | 土曜 6:00 - 6:15                                                          | テレビ朝日系列 | 第2期・第25話をもって打ち切り |
| 福島県         | 福島放送         | 2011年11月5日 - 2012年11月17日 2012年11月24日 - 2013年5月11日                                     | 土曜 6:15 - 6:30                                                          | テレビ朝日系列 | 第2期・第25話をもって打ち切り |
| 鹿児島県       | 鹿児島放送       | 2011年11月12日 - 2012年11月24日 2012年12月1日 - 2013年5月18日                                     | 土曜 6:45 - 7:00                                                          | テレビ朝日系列 | 第2期・第25話をもって打ち切り |
| 広島県         | 広島ホームテレビ | 2011年11月12日 - 2012年11月24日 2012年12月1日 - 不明                                              | 土曜 7:15 - 7:30                                                          | テレビ朝日系列 |                               |
| 静岡県         | テレビ静岡       | 2011年12月3日 - 2012年12月8日 2012年12月15日 - 2013年4月20日                                      | 土曜 5:30 - 6:00                                                          | フジテレビ系列 | 第2期・第26話をもって打ち切り |
| 長野県         | 長野朝日放送     | 2011年12月4日 - 2012年12月9日 2012年12月16日 - 2013年4月14日                                      | 日曜 6:00 - 6:30                                                          | テレビ朝日系列 | 第2期・第22話をもって打ち切り |
| 新潟県         | 新潟テレビ21     | 2012年2月11日 - 2013年2月16日                                                                     | 土曜 6:15 - 6:30                                                          | テレビ朝日系列 | 第1期のみ放送                 |
| 山形県         | 山形テレビ       | 2012年3月17日 - 2013年3月30日                                                                     | 土曜 6:15 - 6:30                                                          | テレビ朝日系列 | 第1期のみ放送                 |

## 漫画
『コロコロイチバン!』2011年12月号から2013年11月号まで連載。著者、溝渕誠。単行本全3巻。
てれびくん2013年2月号に『「コロコロイチバン!」まんが劇場!!「クロスファイトビーダマン!」』が掲載され、単行本第3巻に特別編として収録された。